# Parrocchie dell'arcidiocesi di Milano

Il territorio dell'arcidiocesi

L'attuale suddivisione dell'arcidiocesi di Milano in zone pastorali

L'antica suddivisione del territorio al tempo delle pievi secolari

Le parrocchie dell'arcidiocesi di Milano sono 1 105. Di queste, 1 099 sono raggruppate in 63 decanati, a loro volta ripartiti tra 7 zone pastorali. Vi sono poi 4 parrocchie ospedaliere e 2 parrocchie personali. 
Questa suddivisione delle parrocchie in decanati e zone pastorali risale al sinodo diocesano del 1972, celebrato durante l'episcopato del cardinale Giovanni Colombo. Precedentemente la suddivisione era in porte cittadine per il territorio urbano di Milano e in vicariati foranei o pievi per il territorio foraneo, cioè al di fuori della città di Milano. Il territorio foraneo era poi anche suddiviso in regioni forensi.
Con un provvedimento dell'arcivescovo Dionigi Tettamanzi del 2006 sono state istituite le cosiddette "comunità pastorali": questo raggruppamento di più parrocchie, affidate ad un unico parroco, senza perdere l'identità di ogni singola parrocchia, affianca o sostituisce le già esistenti unità pastorali.
In ogni decanato il clero elegge il decano, che viene poi confermato in tale funzione dall'arcivescovo, scegliendolo tra i parroci delle parrocchie o tra i responsabili delle comunità pastorali che compongono il decanato stesso. Non necessariamente il decano è il parroco della parrocchia che dà il nome al decanato.
Lo stesso arcivescovo nomina a capo di ogni zona pastorale un proprio vicario episcopale, che in alcuni casi può anche essere un vescovo ausiliare.

## Zona pastorale I di Milano
La zona pastorale I comprende 168 parrocchie ed è suddivisa in 12 decanati; segue il rito ambrosiano. A differenza delle altre zone pastorali è inoltre suddivisa in 4 prefetture.
Comprende le 167 parrocchie del comune di Milano e la parrocchia di Sant'Ambrogio a Linate, nel comune di Peschiera Borromeo, contando circa 1 400 000 abitanti.
Dal 1º settembre 2023 il vicario episcopale della zona pastorale I è il vescovo Giuseppe Vegezzi.

### Prefettura di Milano 1 - Centro-CityLife

#### Decanato del Centro storico
Decanato nato dalla fusione dei decanati Centro A e Centro B, comprende le 24 parrocchie del centro storico di Milano, l'area situata all'interno della circonvallazione interna.
| Quartiere      | Parrocchia                             | Comunità pastorale                     | Immagine |
| -------------- | -------------------------------------- | -------------------------------------- | -------- |
| Centro storico | Santa Maria del Carmine                |                                        |          |
| Centro storico | Sant'Alessandro                        | Santi Magi                             |          |
| Centro storico | Sant'Ambrogio                          | Sant'Ambrogio e Santa Maria alla Porta |          |
| Centro storico | San Babila                             | Santi Profeti                          |          |
| Centro storico | San Bartolomeo                         | San Paolo VI                           |          |
| Centro storico | San Carlo al Corso                     |                                        |          |
| Centro storico | Sant'Eufemia                           | Santi Apostoli                         |          |
| Centro storico | Sant'Eustorgio                         | Santi Magi                             |          |
| Centro storico | San Francesco di Paola                 | Santi Profeti                          |          |
| Centro storico | San Francesco di Sales                 | Santi Apostoli                         |          |
| Centro storico | San Giorgio al Palazzo                 | Santi Magi                             |          |
| Centro storico | San Lorenzo Maggiore                   | Santi Magi                             |          |
| Centro storico | San Marco                              | San Paolo VI                           |          |
| Centro storico | Santa Maria al Paradiso e San Calimero | Santi Apostoli                         |          |
| Centro storico | Santa Maria alla Porta                 | Sant'Ambrogio e Santa Maria alla Porta |          |
| Centro storico | Santa Maria della Passione             | Santi Profeti                          |          |
| Centro storico | Santa Maria della Scala in San Fedele  |                                        |          |
| Centro storico | Santa Maria Incoronata                 | San Paolo VI                           |          |
| Centro storico | San Satiro                             | Santi Magi                             |          |
| Centro storico | San Simpliciano                        | San Paolo VI                           |          |
| Centro storico | Santa Tecla nel Duomo di Milano        |                                        |          |
| Centro storico | San Vincenzo in Prato                  | Santi Martiri                          |          |
| Centro storico | San Vittore al Corpo                   | Santi Martiri                          |          |
| Centro storico | Santi Apostoli e San Nazaro Maggiore   | Santi Apostoli                         |          |

#### Decanato di San Siro-Sempione-Vercellina
Decanato nato nel febbraio 2021 dalla fusione dei decanati "San Siro", "Porta Sempione" e "Porta Vercellina".
| Località             | Parrocchia                           | Comunità pastorale         | Immagine |
| -------------------- | ------------------------------------ | -------------------------- | -------- |
| San Siro             | Beata Vergine Addolorata in San Siro |                            |          |
| San Siro             | San Giuseppe Calasanzio              |                            |          |
| San Siro             | Sant'Anna Matrona                    | Mater Amabilis e Sant'Anna |          |
| Quarto Cagnino       | Sant'Elena                           |                            |          |
| QT8                  | Santa Maria Nascente                 |                            |          |
| Molinazzo            | San Protaso                          |                            |          |
| Molinazzo            | Mater Amabilis                       | Mater Amabilis e Sant'Anna |          |
| Sella Nuova          | Santi Martiri Nabore e Felice        |                            |          |
| Porta Sempione       | Corpus Domini                        |                            |          |
| Porta Sempione       | San Giuseppe della Pace              | Nozze di Cana              |          |
| Porta Sempione       | Sant'Ildefonso                       | Nozze di Cana              |          |
| Bullona              | Santa Maria di Lourdes               |                            |          |
| Borgo degli Ortolani | Santissima Trinità                   |                            |          |
| La Maddalena         | Gesù Buon Pastore e San Matteo       |                            |          |
| Porta Vercellina     | San Francesco d'Assisi al Fopponino  |                            |          |
| Zona Solari          | Santa Maria del Rosario              |                            |          |
| Zona Pagano          | Santa Maria Segreta                  |                            |          |
| San Pietro in Sala   | San Pietro in Sala                   |                            |          |

### Prefettura di Milano 2 - Nord Ovest

#### Decanato di Affori
| Località  | Parrocchia                        | Comunità pastorale | Immagine |
| --------- | --------------------------------- | ------------------ | -------- |
| Affori    | Annunciazione                     |                    |          |
| Affori    | Santa Giustina                    |                    |          |
| Bovisa    | Santa Maria del Buon Consiglio    | Gesù Buon Pastore  |          |
| Bovisa    | Santi Giovanni e Paolo            | Gesù Buon Pastore  |          |
| Bovisasca | San Filippo Neri                  |                    |          |
| Bruzzano  | Beata Vergine Assunta in Bruzzano |                    |          |
| Comasina  | San Bernardo                      |                    |          |
| Dergano   | San Nicola in Dergano             |                    |          |

#### Decanato di Cagnola-Gallaratese-Quarto Oggiaro
Decanato nato nel febbraio 2021 dalla fusione dei decanati "Cagnola", "Quartiere Gallaratese" e "Quarto Oggiaro".
| Località              | Parrocchia                                      | Comunità pastorale                 | Immagine |
| --------------------- | ----------------------------------------------- | ---------------------------------- | -------- |
| Boldinasco            | Santa Cecilia                                   | San Giovanni Battista alla Certosa |          |
| Boldinasco            | Santa Marcellina e San Giuseppe alla Certosa    | San Giovanni Battista alla Certosa |          |
| Cagnola               | Gesù Maria Giuseppe                             | Santa Maria Maddalena              |          |
| Cagnola               | Sacro Cuore di Gesù alla Cagnola                | San Giovanni Battista alla Certosa |          |
| Garegnano             | Santa Maria Assunta in Certosa                  | San Giovanni Battista alla Certosa |          |
| Ghisolfa              | San Gaetano                                     | Santa Maria Maddalena              |          |
| Quartiere Gallaratese | Maria Regina Pacis                              | Trasfigurazione del Signore        |          |
| Quartiere Gallaratese | Sant'Ilario vescovo                             |                                    |          |
| Quartiere Gallaratese | Beato Antonio Rosmini in Sant'Ambrogio ad urbem |                                    |          |
| Quartiere Gallaratese | Santi Martiri Anauniesi                         | Trasfigurazione del Signore        |          |
| Quarto Oggiaro        | Pentecoste                                      | Cenacolo                           |          |
| Quarto Oggiaro        | Santa Lucia                                     | Cenacolo                           |          |
| Quarto Oggiaro        | Santi Martiri Nazaro e Celso                    |                                    |          |
| San Leonardo          | San Leonardo da Porto Maurizio                  | Trasfigurazione del Signore        |          |
| Trenno                | San Giovanni Battista in Trenno                 | Trasfigurazione del Signore        |          |
| Vialba                | Resurrezione di Nostro Signore Gesù Cristo      | Cenacolo                           |          |
| Vialba                | Sant'Agnese vergine e martire                   | Cenacolo                           |          |
| Villapizzone          | San Martino in Villapizzone                     | Santa Maria Maddalena              |          |

#### Decanato di Niguarda-Zara
Decanato nato nel febbraio 2021 dalla fusione dei decanati "Niguarda" e "Zara".
| Località            | Parrocchia                            | Comunità pastorale             | Immagine |
| ------------------- | ------------------------------------- | ------------------------------ | -------- |
| Niguarda            | Gesù Divino Lavoratore                | Agnus Dei alla Bicocca         |          |
| Niguarda            | San Martino in Niguarda               |                                |          |
| Pratocentenaro      | San Carlo alla Ca' Granda             |                                |          |
| Pratocentenaro      | San Dionigi in Santi Clemente e Guido |                                |          |
| Bicocca             | San Giovanni Battista alla Bicocca    | Agnus Dei alla Bicocca         |          |
| Abbadesse           | Sant'Agostino                         |                                |          |
| Quartiere Mirabello | Sant'Angela Merici                    |                                |          |
| Varesine            | San Gioachimo                         |                                |          |
| Montalbino          | San Giovanni Evangelista              |                                |          |
| Montalbino          | San Paolo                             |                                |          |
| La Fontana          | Santa Maria alla Fontana              | Maria Madre della Misericordia |          |
| Cassina de' Pomm    | Santa Maria Goretti                   | San Giovanni Paolo II          |          |
| Greco               | San Martino in Greco                  | San Giovanni Paolo II          |          |
| Isola               | Sacro Volto                           | Maria Madre della Misericordia |          |

### Prefettura di Milano 3 - Nord Est

#### Decanato di Città Studi-Lambrate-Venezia
Decanato nato nel febbraio 2021 dalla fusione dei decanati "Città Studi", "Lambrate" e "Porta Venezia".
| Località         | Parrocchia                            | Comunità pastorale         | Immagine |
| ---------------- | ------------------------------------- | -------------------------- | -------- |
| Acquabella       | Santa Croce                           |                            |          |
| Acquabella       | Santi Martiri Nereo e Achilleo        |                            |          |
| Casoretto        | Santa Maria Bianca della Misericordia | Santa Maria e San Luca     |          |
| Città Studi      | San Giovanni in Laterano              | San Giovanni il Precursore |          |
| Città Studi      | San Pio X                             | San Giovanni il Precursore |          |
| Città Studi      | San Luca Evangelista                  | Santa Maria e San Luca     |          |
| Lambrate         | Santo Spirito                         | Madonna del Cenacolo       |          |
| Lambrate         | San Martino in Lambrate               | Madonna del Cenacolo       |          |
| Quartiere Feltre | Sant'Ignazio di Loyola                |                            |          |
| Cimiano          | San Gerolamo Emiliani                 |                            |          |
| Rottole          | San Leone Magno Papa                  |                            |          |
| Ortica           | Santissimo Nome di Maria              | Madonna del Cenacolo       |          |
| Porta Venezia    | Santa Francesca Romana                | Madonna di Loreto          |          |
| Porta Venezia    | San Vincenzo de' Paoli                |                            |          |
| Lazzaretto       | San Gregorio Magno                    | Madonna di Loreto          |          |
| Loreto           | Santissimo Redentore                  | Madonna di Loreto          |          |

#### Decanato di Forlanini-Romana Vittoria
Decanato nato nel febbraio 2021 dalla fusione dei decanati "Forlanini" e "Romana Vittoria".
| Località                    | Parrocchia                                         | Comunità pastorale                 | Immagine |
| --------------------------- | -------------------------------------------------- | ---------------------------------- | -------- |
| Calvairate                  | Sant'Eugenio                                       | Santa Maria Nascente di Calvairate |          |
| Calvairate                  | San Pio V e Santa Maria di Calvairate              | Santa Maria Nascente di Calvairate |          |
| Forlanini                   | San Nicolao della Flue                             | Charles de Foucauld                |          |
| Linate (Peschiera Borromeo) | Sant'Ambrogio                                      | Sacro Cuore e Sant'Ambrogio        |          |
| Monluè                      | San Lorenzo in Monluè                              | Charles de Foucauld                |          |
| Ponte Lambro                | Sacro Cuore in Pontelambro                         | Sacro Cuore e Sant'Ambrogio        |          |
| Porta Romana                | Santi Angeli Custodi                               |                                    |          |
| Porta Romana                | Beata Vergine Immacolata e Sant'Antonio            |                                    |          |
| Porta Romana                | Sant'Andrea                                        |                                    |          |
| Porta Romana                | Santi Silvestro e Martino                          |                                    |          |
| Porta Vittoria              | Preziosissimo Sangue di Nostro Signore Gesù Cristo |                                    |          |
| Porta Vittoria              | Santa Maria del Suffragio                          |                                    |          |
| Taliedo                     | San Galdino                                        | Charles de Foucauld                |          |

#### Decanato di Turro
| Località           | Parrocchia                          | Comunità pastorale                  | Immagine |
| ------------------ | ----------------------------------- | ----------------------------------- | -------- |
| Villa San Giovanni | Cristo Re                           |                                     |          |
| Quartiere Adriano  | Gesù a Nazaret                      |                                     |          |
| Crescenzago        | San Basilio                         | Santi Marta, Maria e Lazzaro        |          |
| Crescenzago        | Santa Maria Rossa in Crescenzago    |                                     |          |
| Gorla              | San Domenico Savio                  | Santi Marta, Maria e Lazzaro        |          |
| Gorla              | Santa Teresa del Bambin Gesù        | Santi Marta, Maria e Lazzaro        |          |
| Loreto             | San Gabriele Arcangelo in Mater Dei | Santa Maria Beltrade e San Gabriele |          |
| Loreto             | Santa Maria Beltrade                | Santa Maria Beltrade e San Gabriele |          |
| Turro              | San Giovanni Crisostomo             |                                     |          |
| Turro              | Santa Maria Assunta in Turro        | Santi Marta, Maria e Lazzaro        |          |
| Cimiano            | San Giuseppe dei morenti            |                                     |          |
| Precotto           | San Michele Arcangelo in Precotto   |                                     |          |

### Prefettura di Milano 4 - Sud Est

#### Decanato di Baggio
| Località             | Parrocchia                       | Comunità pastorale                             | Immagine |
| -------------------- | -------------------------------- | ---------------------------------------------- | -------- |
| Sella Nuova          | Madonna dei Poveri               |                                                |          |
| Sella Nuova          | San Giovanni Bosco               |                                                |          |
| Quinto Romano        | Madonna della Divina Provvidenza | Madonna della Divina Provvidenza e San Materno |          |
| Quartiere degli Olmi | Madonna della Fede               | Discepoli di Emmaus                            |          |
| Baggio               | Sant'Anselmo da Baggio           | Sant'Apollinare e Sant'Anselmo da Baggio       |          |
| Baggio               | Sant'Apollinare in Baggio        | Sant'Apollinare e Sant'Anselmo da Baggio       |          |
| Baggio               | San Pier Giuliano Eymard         |                                                |          |
| Muggiano             | Santa Marcellina                 | Discepoli di Emmaus                            |          |
| Figino               | San Materno                      | Madonna della Divina Provvidenza e San Materno |          |

#### Decanato di Barona-Giambellino
Decanato nato nel febbraio 2021 dalla fusione dei decanati "Barona" e "Giambellino".
| Località                | Parrocchia                       | Comunità pastorale     | Immagine |
| ----------------------- | -------------------------------- | ---------------------- | -------- |
| Barona                  | Santa Bernardetta                | San Giovanni XXIII     |          |
| Barona                  | Santa Rita                       |                        |          |
| Barona                  | Santi Nazaro e Celso alla Barona | San Giovanni XXIII     |          |
| Quartiere Sant'Ambrogio | San Giovanni Bono                | San Giovanni XXIII     |          |
| Restocco Maroni         | Santa Maria Ausiliatrice         | San Francesco d'Assisi |          |
| Ronchetto sul Naviglio  | San Silvestro                    | San Francesco d'Assisi |          |
| Lorenteggio             | Immacolata Concezione            |                        |          |
| Lorenteggio             | Santo Curato d'Ars               | Maria di Magdala       |          |
| Lorenteggio             | San Leonardo Murialdo            |                        |          |
| Lorenteggio             | San Vito al Giambellino          | Maria di Magdala       |          |
| Sella Nuova             | San Giovanni Battista alla Creta |                        |          |
| Arzaga                  | San Benedetto                    |                        |          |
| Arzaga                  | Santi patroni d'Italia           |                        |          |

#### Decanato dei Navigli
Decanato nato nel 2001 dalla fusione dei decanati "Gratosoglio" e "Ticinese".
| Località                          | Parrocchia                             | Comunità pastorale                    | Immagine |
| --------------------------------- | -------------------------------------- | ------------------------------------- | -------- |
| Gratosoglio                       | Maria Madre della Chiesa               | Visitazione della Beata Vergine Maria |          |
| Gratosoglio                       | San Barnaba in Gratosoglio             | Visitazione della Beata Vergine Maria |          |
| Chiesa Rossa                      | Sant'Antonio Maria Zaccaria            | Padre nostro                          |          |
| Chiesa Rossa                      | Santa Maria Annunciata in Chiesa Rossa | Padre nostro                          |          |
| Zona Navigli                      | San Cipriano                           | Santa Maria, Regina dei Martiri       |          |
| Zona Navigli                      | Santa Maria delle Grazie al Naviglio   | Santa Maria, Regina dei Martiri       |          |
| San Cristoforo sul Naviglio       | San Cristoforo                         | Santa Maria, Regina dei Martiri       |          |
| Porta Ticinese-Borgo San Gottardo | San Gottardo al Corso                  |                                       |          |
| Moncucco                          | San Gregorio Barbarigo                 |                                       |          |
| Ronchetto delle Rane              | Santi Pietro e Paolo ai Tre Ronchetti  | Visitazione della Beata Vergine Maria |          |
| Tibaldi                           | Santi Giacomo e Giovanni               | Padre nostro                          |          |
| Tibaldi                           | Santa Maria di Caravaggio              |                                       |          |
| Tibaldi                           | Santi Quattro Evangelisti              | Padre nostro                          |          |

#### Decanato di Vigentino
| Località    | Parrocchia                             | Comunità pastorale                                            | Immagine |
| ----------- | -------------------------------------- | ------------------------------------------------------------- | -------- |
| Morsenchio  | Beata Vergine Addolorata in Morsenchio |                                                               |          |
| Corvetto    | Madonna della Medaglia Miracolosa      |                                                               |          |
| Corvetto    | San Michele Arcangelo e Santa Rita     | San Michele Arcangelo e Santa Rita e Santa Maria e San Pietro |          |
| Corvetto    | San Luigi Gonzaga                      |                                                               |          |
| Corvetto    | Ognissanti                             |                                                               |          |
| Vigentino   | Madonna di Fatima                      |                                                               |          |
| Vigentino   | Santa Maria Liberatrice                |                                                               |          |
| Quintosole  | Santa Maria Assunta in Quintosole      |                                                               |          |
| Chiaravalle | Santa Maria e San Pietro               | San Michele Arcangelo e Santa Rita e Santa Maria e San Pietro |          |
| Rogoredo    | Sacra Famiglia in Rogoredo             |                                                               |          |

## Zona pastorale II di Varese
La zona pastorale II comprende 232 parrocchie ed è suddivisa in 11 decanati; segue il rito ambrosiano.
Dal 1º settembre 2023 il vicario episcopale della zona pastorale II è don Franco Giovanni Gallivanone.

### Decanato di Appiano Gentile
| Località                           | Parrocchia                 | Comunità pastorale                                    | Immagine |
| ---------------------------------- | -------------------------- | ----------------------------------------------------- | -------- |
| Appiano Gentile                    | Santo Stefano Protomartire | Beata Vergine del Carmelo                             |          |
| Beregazzo (Beregazzo con Figliaro) | Santi Pietro e Paolo       | Castelnuovo Bozzente, Beregazzo con Figliaro e Binago |          |
| Binago                             | San Giovanni Battista      | Castelnuovo Bozzente, Beregazzo con Figliaro e Binago |          |
| Bulgarograsso                      | Sant'Agata                 | San Benedetto Abate                                   |          |
| Caccivio (Lurate Caccivio)         | Santissima Annunciata      | Santi Ambrogio e Carlo                                |          |
| Cascina Restelli (Limido Comasco)  | Beata Vergine Immacolata   | Madonna di Lourdes                                    |          |
| Castello (Lurate Caccivio)         | San Martino                | Santi Ambrogio e Carlo                                |          |
| Castelnuovo Bozzente               | San Martino Vescovo        | Castelnuovo Bozzente, Beregazzo con Figliaro e Binago |          |
| Cirimido                           | Tutti i Santi              | Madonna di Lourdes                                    |          |
| Fenegrò                            | Santa Maria Nascente       | Madonna di Lourdes                                    |          |
| Figliaro (Beregazzo con Figliaro)  | Santi Ilario e Remigio     | Castelnuovo Bozzente, Beregazzo con Figliaro e Binago |          |
| Guanzate                           | Santa Maria Assunta        | San Benedetto Abate                                   |          |
| Limido Comasco                     | Sant'Abbondio              | Madonna di Lourdes                                    |          |
| Lurago Marinone                    | San Giorgio martire        | Madonna di Lourdes                                    |          |
| Lurate (Lurate Caccivio)           | San Luigi                  | Santi Ambrogio e Carlo                                |          |
| Oltrona di San Mamette             | San Giovanni Decollato     | Beata Vergine del Carmelo                             |          |
| Veniano                            | Sant'Antonio Abate         | Beata Vergine del Carmelo                             |          |

### Decanato di Azzate
| Località                    | Parrocchia                         | Comunità pastorale                 | Immagine |
| --------------------------- | ---------------------------------- | ---------------------------------- | -------- |
| Azzate                      | Natività di Maria Vergine          | Maria Madre della Speranza         |          |
| Bodio (Bodio Lomnago)       | Santa Maria Nascente e San Giorgio | Maria Madre della Chiesa           |          |
| Brunello                    | Santa Maria Annunciata             | Maria Madre della Speranza         |          |
| Buguggiate                  | San Vittore                        | Maria Madre delle Speranza         |          |
| Cazzago Brabbia             | San Carlo                          | Maria Madre della Chiesa           |          |
| Crosio della Valle          | Sant'Apollinare                    | Maria Madre della Chiesa           |          |
| Daverio                     | Santi Pietro e Paolo               | Maria Madre della Chiesa           |          |
| Galliate Lombardo           | Santi Gervaso e Protaso            | Maria Madre della Chiesa           |          |
| Gazzada (Gazzada Schianno)  | Santa Croce                        | Santa Teresa Benedetta della Croce |          |
| Inarzo                      | Santi Pietro e Paolo               | Maria Madre della Chiesa           |          |
| Lozza                       | Sant'Antonino                      | Santa Teresa Benedetta della Croce |          |
| Morazzone                   | Sant'Ambrogio                      | Santa Teresa Benedetta della Croce |          |
| Schianno (Gazzada Schianno) | San Giorgio martire                | Santa Teresa Benedetta della Croce |          |

### Decanato di Besozzo
| Località                                   | Parrocchia                               | Comunità pastorale              | Immagine |
| ------------------------------------------ | ---------------------------------------- | ------------------------------- | -------- |
| Cerro (Laveno-Mombello)                    | Beata Maria Vergine del Pianto           | Maria Madre della Chiesa        |          |
| Caldana (Cocquio-Trevisago)                | Beata Vergine Assunta                    | Sacra Famiglia                  |          |
| Mombello (Laveno-Mombello)                 | Invenzione di Santo Stefano protomartire | Maria Madre della Chiesa        |          |
| Cocquio (Cocquio-Trevisago)                | Purificazione di Maria Vergine           | Sacra Famiglia                  |          |
| Trevisago (Cocquio-Trevisago)              | Sant'Andrea                              | Sacra Famiglia                  |          |
| Gavirate                                   | San Giovanni evangelista                 | Santissima Trinità              |          |
| Ponte di Laveno (Laveno-Mombello)          | Santa Maria Ausiliatrice                 | Maria Madre della Chiesa        |          |
| Voltorre (Gavirate)                        | San Michele                              | Santissima Trinità              |          |
| Sangiano                                   | Sant'Andrea apostolo                     | Santi Primo e Feliciano         |          |
| Olginasio (Besozzo)                        | San Brizio                               | San Nicone Besozzi              |          |
| Arolo (Leggiuno)                           | San Carlo e San Pietro martire           | Santi Primo e Feliciano         |          |
| Biandronno                                 | San Lorenzo Martire                      | San Martino Vescovo             |          |
| Bregano (Bardello con Malgesso e Bregano)  | Santa Maria Assunta                      | Bardello con Malgesso e Bregano |          |
| Monate (Travedona Monate)                  | Santa Maria della Neve                   | San Martino Vescovo             |          |
| Cardana (Besozzo)                          | San Martino                              | San Nicone Besozzi              |          |
| Malgesso (Bardello con Malgesso e Bregano) | San Michele Arcangelo                    | Bardello con Malgesso e Bregano |          |
| Leggiuno                                   | Santo Stefano                            | Santi Primo e Feliciano         |          |
| Bardello (Bardello con Malgesso e Bregano) | Santo Stefano protomartire               | Bardello con Malgesso e Bregano |          |
| Monvalle                                   | Santo Stefano protomartire               | Santi Primo e Feliciano         |          |
| Bogno (Besozzo)                            | Santo Vito Martire                       | San Nicone Besozzi              |          |
| Cassinetta (Biandronno)                    | Santi Erasmo e Teodoro                   | San Martino Vescovo             |          |
| Laveno (Laveno-Mombello)                   | Santi Filippo e Giacomo                  | Maria Madre della Chiesa        |          |
| Comerio                                    | Santi Ippolito e Cassiano                | Santissima Trinità              |          |
| Besozzo                                    | Santi Alessandro e Tiburzio              | San Nicone Besozzi              |          |
| Brebbia                                    | Santi Pietro e Paolo                     | San Nicone Besozzi              |          |
| Oltrona al Lago (Gavirate)                 | Santi Vitale e Agricola                  | Santissima Trinità              |          |
| Travedona (Travedona Monate)               | Santi Vito e Modesto                     | San Martino Vescovo             |          |

### Decanato di Carnago
| Località                    | Parrocchia               | Comunità pastorale           | Immagine |
| --------------------------- | ------------------------ | ---------------------------- | -------- |
| Cairate                     | Santi Ambrogio e Martino | Santa Maria Assunta          |          |
| Bolladello (Cairate)        | Sant'Ambrogio            | Santa Maria Assunta          |          |
| Peveranza (Cairate)         | Santa Maria Assunta      | Santa Maria Assunta          |          |
| Carnago                     | San Martino              | Carnago e Castelseprio       |          |
| Rovate (Carnago)            | San Bartolomeo Apostolo  | Carnago e Castelseprio       |          |
| Caronno Varesino            | San Vincenzo Martire     | Castronno e Caronno Varesino |          |
| Travaino (Caronno Varesino) | San Cristoforo           | Castronno e Caronno Varesino |          |
| Castelseprio                | Santi Nazaro e Celso     | Carnago e Castelseprio       |          |
| Castronno                   | Santi Nazaro e Celso     | Castronno e Caronno Varesino |          |
| Gornate Olona               | San Vittore Martire      | -                            |          |
| Solbiate Arno               | San Maurizio             | -                            |          |

### Decanato di Gallarate
| Località                                       | Parrocchia                     | Comunità pastorale                      | Immagine |
| ---------------------------------------------- | ------------------------------ | --------------------------------------- | -------- |
| Moriggia (Gallarate)                           | Gesù Divin Lavoratore          | Crenna e Moriggia                       |          |
| Ronchi (Gallarate)                             | Madonna della Speranza         | San Cristoforo                          |          |
| Madonna in Campagna (Gallarate)                | Madonna in Campagna            | Maria Regina della Famiglia (Gallarate) |          |
| Gallarate                                      | Santa Maria Assunta            | San Cristoforo                          |          |
| Cascinetta (Gallarate)                         | Sant'Alessandro                | Cascinetta e Cajello                    |          |
| Caiello (Gallarate)                            | Sant'Eusebio Vescovo           | Cascinetta e Cajello                    |          |
| Cedrate (Gallarate)                            | San Giorgio                    | San Cristoforo                          |          |
| Sciaré (Gallarate)                             | San Paolo Apostolo             | San Cristoforo                          |          |
| Crenna (Gallarate)                             | San Zenone                     | Crenna e Moriggia                       |          |
| Arnate (Gallarate)                             | Santi Nazaro e Celso           | Maria Regina della Famiglia (Gallarate) |          |
| Albizzate                                      | Sant'Alessandro                | San Benedetto                           |          |
| Lonate Pozzolo                                 | Sant'Ambrogio                  | San Paolo VI                            |          |
| Sant'Antonino Ticino (Lonate Pozzolo)          | Sant'Antonino                  | San Paolo VI                            |          |
| Tornavento (Lonate Pozzolo)                    | Sant'Eugenio                   | San Paolo VI                            |          |
| Cuoricino (Cardano al Campo)                   | Natività di Maria Vergine      | Maria Ausiliatrice                      |          |
| Cardano al Campo                               | Sant'Anastasio Martire         | Maria Ausiliatrice                      |          |
| Jerago (Jerago con Orago)                      | San Giorgio                    | Maria Regina della Famiglia             |          |
| Orago (Jerago con Orago)                       | San Giovanni Battista          | Maria Regina della Famiglia             |          |
| Cassano Magnago                                | San Giulio                     | San Maurizio                            |          |
| Cassano Magnago                                | Santa Maria del Cerro          | San Maurizio                            |          |
| Cassano Magnago                                | San Pietro Apostolo            | San Maurizio                            |          |
| Sumirago                                       | San Lorenzo                    | San Benedetto                           |          |
| Albusciago (Sumirago)                          | San Siro                       | San Benedetto                           |          |
| Caidate (Sumirago)                             | San Giovanni Evangelista       | San Benedetto                           |          |
| Menzago (Sumirago)                             | San Vincenzo                   | San Benedetto                           |          |
| Quinzano San Pietro (Sumirago)                 | Santi Pietro e Paolo           | San Benedetto                           |          |
| Santo Stefano Arno (Oggiona con Santo Stefano) | Santo Stefano Protomartire     | Maria Aiuto dei Cristiani               |          |
| Oggiona (Oggiona con Santo Stefano)            | Santa Maria Annunciata         | Maria Aiuto dei Cristiani               |          |
| Besnate                                        | San Martino Vescovo            | Maria Regina della Famiglia             |          |
| Ferno                                          | Santi Martino e Antonio Abate  | San Paolo VI                            |          |
| Verghera (Samarate)                            | Natività di Maria Vergine      | Maria Madre della Speranza              |          |
| San Macario (Samarate)                         | Purificazione di Maria Vergine | Maria Madre della Speranza              |          |
| Cascina Elisa (Samarate)                       | Santi Pietro e Paolo           | Maria Madre della Speranza              |          |
| Samarate                                       | Santissima Trinità             | Maria Madre della Speranza              |          |
| Cavaria (Cavaria con Premezzo)                 | Santi Quirico e Giulitta       | Maria Aiuto dei Cristiani               |          |
| Premezzo (Cavaria con Premezzo)                | Sant'Antonino Martire          | Maria Aiuto dei Cristiani               |          |

### Decanato di Luino
| Località                                                           | Parrocchia                     | Comunità pastorale       | Immagine |
| ------------------------------------------------------------------ | ------------------------------ | ------------------------ | -------- |
| Agra                                                               | Sant'Eusebio Vescovo e Martire | Agra, Dumenza e Maccagno |          |
| Armio (Maccagno con Pino e Veddasca)                               | San Carlo                      | Agra, Dumenza e Maccagno |          |
| Bedero Valtravaglia (Brezzo di Bedero)                             | San Vittore Martire            | Valtravaglia             |          |
| Bosco Valtravaglia (Montegrino Valtravaglia)                       | Annunciazione                  | Montegrino e Grantola    |          |
| Brissago-Valtravaglia                                              | San Giorgio Martire            | Brissago e Mesenzana     |          |
| Colmegna (Luino)                                                   | Santa Caterina                 | Madonna del Carmine      |          |
| Creva (Luino)                                                      | Nostra Signora di Lourdes      | Madonna del Carmine      |          |
| Curiglia (Curiglia con Monteviasco)                                | San Vittore                    | -                        |          |
| Domo (Porto Valtravaglia)                                          | Santa Maria Assunta            | Valtravaglia             |          |
| Garabiolo (Maccagno con Pino e Veddasca)                           | Santi Martino e Silvestro      | Agra, Dumenza e Maccagno |          |
| Germignaga                                                         | San Giovanni Battista          | Valtravaglia             |          |
| Grantola                                                           | Santi Pietro e Paolo           | Montegrino e Grantola    |          |
| Luino                                                              | Santi Pietro e Paolo           | Madonna del Carmine      |          |
| Maccagno Superiore (Maccagno con Pino e Veddasca)                  | Santi Stefano e Materno        | Agra, Dumenza e Maccagno |          |
| Mesenzana                                                          | Purificazione di Maria Vergine | Brissago e Mesenzana     |          |
| Montegrino Valtravaglia                                            | Sant'Ambrogio                  | Montegrino e Grantola    |          |
| Motte (Luino)                                                      | Santa Maria Immacolata         | Madonna del Carmine      |          |
| Nasca (Castelveccana)                                              | Maria Santissima Immacolata    | Valtravaglia             |          |
| Pino sulla Sponda del Lago Maggiore (Maccagno con Pino e Veddasca) | Santa Maria Assunta            | Agra, Dumenza e Maccagno |          |
| Porto Valtravaglia                                                 | Santa Maria Assunta            | Valtravaglia             |          |
| Roggiano (Brissago-Valtravaglia)                                   | San Donnino                    | Brissago e Mesenzana     |          |
| Dumenza                                                            | Santi Giorgio ed Elisabetta    | Agra, Dumenza e Maccagno |          |
| San Pietro (Castelveccana)                                         | Santi Apostoli Pietro e Paolo  | Valtravaglia             |          |
| Voldomino (Luino)                                                  | Santa Maria Assunta            | Madonna del Carmine      |          |

### Decanato di Sesto Calende
| Località                           | Parrocchia                 | Comunità pastorale                 | Immagine |
| ---------------------------------- | -------------------------- | ---------------------------------- | -------- |
| Varano Borghi                      | Divino Redentore           | Ternate e Varano Borghi            |          |
| Sesto Calende                      | San Bernardino             | Sant'Agostino                      |          |
| Sesto Calende                      | San Donato                 | Sant'Agostino                      |          |
| Lisanza (Sesto Calende)            | Santi Pietro e Paolo       | Sant'Agostino                      |          |
| Oriano Ticino (Sesto Calende)      | Sant'Antonio Abate         | Sant'Agostino                      |          |
| Lentate Verbano (Sesto Calende)    | San Materno                | Sant'Agostino                      |          |
| Comabbio                           | San Giacomo Apostolo       | Comabbio e Mercallo                |          |
| Mercallo                           | San Giovanni Evangelista   | Comabbio e Mercallo                |          |
| Cadrezzate (Cadrezzate con Osmate) | Santa Margherita           | Santa Teresa Benedetta della Croce |          |
| Osmate (Cadrezzate con Osmate)     | Santi Cosima e Damiano     | Santa Teresa Benedetta della Croce |          |
| Angera                             | Santa Maria Assunta        | San Carlo Borromeo                 |          |
| Ispra                              | San Martino Vescovo        | Santa Teresa Benedetta della Croce |          |
| Taino                              | Santo Stefano Protomartire | San Carlo Borromeo                 |          |
| Ranco                              | Santi Martino e Lorenzo    | San Carlo Borromeo                 |          |
| Ternate                            | Santi Quirico e Giulitta   | Ternate e Varano Borghi            |          |

### Decanato di Somma Lombardo
| Località                      | Parrocchia                          | Comunità pastorale                     | Immagine |
| ----------------------------- | ----------------------------------- | -------------------------------------- | -------- |
| Casorate Sempione             | Beata Vergine Assunta e Sant'Ilario | Santi Paolo e Barnaba                  |          |
| Somma Lombardo                | Sant'Agnese                         | Maria, Madre presso la Croce           |          |
| Mezzana (Somma Lombardo)      | Santo Stefano                       | Maria, Madre presso la Croce           |          |
| Coarezza (Somma Lombardo)     | San Sebastiano                      | Maria, Madre presso la Croce           |          |
| Case Nuove (Somma Lombardo)   | Santa Margherita Vergine e Martire  | Maria, Madre presso la Croce           |          |
| Maddalena (Somma Lombardo)    | Santa Maria Maddalena               | Maria, Madre presso la Croce           |          |
| Casale Litta                  | San Biagio                          | Maria Regina della Famiglia            |          |
| Bernate (Casale Litta)        | Conversione di San Paolo            | Maria Regina della Famiglia            |          |
| Villadosia (Casale Litta)     | Santa Maria Assunta                 | Maria Regina della Famiglia            |          |
| Castelnovate (Vizzola Ticino) | Santo Stefano                       | Maria, Madre presso la Croce           |          |
| Golasecca                     | Santa Maria Assunta                 | -                                      |          |
| Vergiate                      | San Martino Vescovo                 | San Giacomo e Santa Teresa di Calcutta |          |
| Corgeno (Vergiate)            | San Giorgio                         | San Giacomo e Santa Teresa di Calcutta |          |
| Cuirone (Vergiate)            | San Materno                         | San Giacomo e Santa Teresa di Calcutta |          |
| Sesona (Vergiate)             | Sant'Eusebio Vescovo e Martire      | San Giacomo e Santa Teresa di Calcutta |          |
| Cimbro (Vergiate)             | San Martino                         | San Giacomo e Santa Teresa di Calcutta |          |
| Mornago                       | San Michele Arcangelo               | Mornago                                |          |
| Vinago (Mornago)              | Santi Gaudenzio e Biagio            | Mornago                                |          |
| Montonate (Mornago)           | Sant'Alessandro                     | Mornago                                |          |
| Crugnola (Mornago)            | Beata Vergine Assunta               | Mornago                                |          |
| Arsago Seprio                 | San Vittore                         | Santi Paolo e Barnaba                  |          |

### Decanato di Tradate
| Località                              | Parrocchia                   | Comunità pastorale                   | Immagine |
| ------------------------------------- | ---------------------------- | ------------------------------------ | -------- |
| Carbonate                             | Santa Maria Assunta          | Mozzate, Carbonate e Locate Varesino |          |
| Castiglione Olona                     | Beata Vergine del Rosario    | -                                    |          |
| Gornate Superiore (Castiglione Olona) | Santa Caterina d'Alessandria | -                                    |          |
| Locate Varesino                       | Santi Quirico e Giulitta     | Mozzate, Carbonate e Locate Varesino |          |
| Lonate Ceppino                        | Santi Pietro e Paolo         | -                                    |          |
| Mozzate                               | Sant'Alessandro              | Mozzate, Carbonate e Locate Varesino |          |
| San Martino (Mozzate)                 | Santa Maria Solaro           | Mozzate, Carbonate e Locate Varesino |          |
| Tradate                               | Santo Stefano                | Santo Crocifisso                     |          |
| Abbiate Guazzone (Tradate)            | Santi Pietro e Paolo         | Santo Crocifisso                     |          |
| Ceppine (Tradate)                     | Sant'Anna                    | Santo Crocifisso                     |          |
| Vedano Olona                          | San Maurizio                 | -                                    |          |
| Venegono Inferiore                    | Santi Giacomo e Filippo      | Beato Alfredo Ildefonso Schuster     |          |
| Venegono Superiore                    | San Giorgio Martire          | Beato Alfredo Ildefonso Schuster     |          |

### Decanato della Valceresio
| Località                          | Parrocchia              | Comunità pastorale                                 | Immagine |
| --------------------------------- | ----------------------- | -------------------------------------------------- | -------- |
| Arcisate                          | San Vittore             | Madonna d'Useria                                   |          |
| Baraggia (Viggiù)                 | San Giuseppe            | Sant'Elia                                          |          |
| Besano                            | San Martino             | Cuasso al Monte, Besano, Bisuschio e Porto Ceresio |          |
| Bisuschio                         | San Giorgio             | Cuasso al Monte, Besano, Bisuschio e Porto Ceresio |          |
| Brenno Useria (Arcisate)          | Santa Maria Immacolata  | Madonna d'Useria                                   |          |
| Brusimpiano                       | Santa Maria Nascente    | -                                                  |          |
| Cavagnano (Cuasso al Monte)       | Santi Giuseppe e Anna   | Cuasso al Monte, Besano, Bisuschio e Porto Ceresio |          |
| Clivio                            | Santi Pietro e Paolo    | Sant'Elia                                          |          |
| Cuasso al Monte (Cuasso al Monte) | Sant'Ambrogio           | Cuasso al Monte, Besano, Bisuschio e Porto Ceresio |          |
| Cuasso al Piano (Cuasso al Monte) | Sant'Antonio Abate      | Cuasso al Monte, Besano, Bisuschio e Porto Ceresio |          |
| Induno Olona                      | San Giovanni Battista   | San Carlo                                          |          |
| Induno Olona                      | San Paolo Apostolo      | San Carlo                                          |          |
| Pogliana (Bisuschio)              | Santi Sebastiano e Anna | Cuasso al Monte, Besano, Bisuschio e Porto Ceresio |          |
| Porto Ceresio                     | Sant'Ambrogio           | Cuasso al Monte, Besano, Bisuschio e Porto Ceresio |          |
| Saltrio                           | Santi Gervaso e Protaso | Sant'Elia                                          |          |
| Viggiù                            | Santo Stefano           | Sant'Elia                                          |          |

### Decanato di Varese
| Località                                  | Parrocchia                                 | Comunità pastorale                 | Immagine |
| ----------------------------------------- | ------------------------------------------ | ---------------------------------- | -------- |
| Avigno (Varese)                           | San Giovanni Battista                      | Maria Madre Immacolata             |          |
| Barasso                                   | San Martino                                | Sant'Eusebio                       |          |
| Belforte (Varese)                         | Madonna della Speranza e della Pace        | Beato Carlo Gnocchi                |          |
| Biumo Inferiore (Varese)                  | Santi Pietro e Paolo                       | Beato Samuele Marzorati            |          |
| Biumo Superiore (Varese)                  | San Giorgio                                | Beato Samuele Marzorati            |          |
| Bizzozero (Varese)                        | Santi Martiri Evasio e Stefano             | Beato Carlo Gnocchi                |          |
| Bobbiate (Varese)                         | San Grato                                  | Maria Madre Immacolata             |          |
| Bosto (Varese)                            | San Michele Arcangelo                      | Sant'Antonio Abate                 |          |
| Bregazzana (Varese)                       | San Sebastiano                             | Santi Gottardo e Giovanni Paolo II |          |
| Brunella (Varese)                         | Sant'Antonio di Padova                     | Sant'Antonio Abate                 |          |
| Bustecche (Varese)                        | Santa Teresa di Gesù Bambino               | Beato Carlo Gnocchi                |          |
| Calcinate del Pesce (Varese)              | Santi Martiri Nazaro e Celso               | Maria Madre Immacolata             |          |
| Campione d'Italia                         | San Zenone                                 | -                                  |          |
| Cantello                                  | Santi Pietro e Paolo                       | Cantello                           |          |
| Capolago (Varese)                         | Santissima Trinità                         | Maria Madre Immacolata             |          |
| Cartabbia (Varese)                        | San Silvestro                              | Maria Madre Immacolata             |          |
| Casbeno (Varese)                          | San Vittore                                | Sant'Antonio Abate                 |          |
| Casciago Inferiore (Casciago)             | Santi Agostino, Monica e Giovanni Battista | Sant'Eusebio                       |          |
| Fogliaro (Varese)                         | San Giuseppe                               | Santi Gottardo e Giovanni Paolo II |          |
| Ganna con Boarezzo e Mondonico (Valganna) | San Gemolo                                 | Valganna                           |          |
| Ghirla (Valganna)                         | San Cristoforo                             | Valganna                           |          |
| Giubiano (Varese)                         | Sant'Ambrogio                              | Beato Carlo Gnocchi                |          |
| Gurone (Malnate)                          | San Lorenzo                                | Malnate                            |          |
| Ligurno (Cantello)                        | San Giorgio                                | Cantello                           |          |
| Lissago (Varese)                          | San Carlo Borromeo                         | Maria Madre Immacolata             |          |
| Luvinate                                  | Santi Ippolito e Cassiano                  | Sant'Eusebio                       |          |
| Malnate                                   | San Martino                                | Malnate                            |          |
| Masnago (Varese)                          | Santi Pietro e Paolo                       | Maria Madre Immacolata             |          |
| Morosolo (Casciago)                       | Sant'Ambrogio                              | Sant'Eusebio                       |          |
| Rasa (Varese)                             | Santa Maria degli Angeli                   | Santi Gottardo e Giovanni Paolo II |          |
| San Fermo (Varese)                        | Santi Fermo e Rustico                      | Beato Samuele Marzorati            |          |
| San Salvatore (Malnate)                   | Santissima Trinità                         | Malnate                            |          |
| Sangallo (Varese)                         | San Massimiliano Kolbe                     | Santi Gottardo e Giovanni Paolo II |          |
| Sant'Ambrogio Olona (Varese)              | Sant'Ambrogio                              | Santi Gottardo e Giovanni Paolo II |          |
| Santa Maria del Monte (Varese)            | Santa Maria del Monte                      | -                                  |          |
| Santa Maria Maddalena (Varese)            | San Carlo Borromeo                         | Beato Carlo Gnocchi                |          |
| Valle Olona (Varese)                      | Sant'Agostino                              | Beato Samuele Marzorati            |          |
| Varese                                    | San Vittore                                | Sant'Antonio Abate                 |          |
| Velate (Varese)                           | Santo Stefano                              | Maria Madre Immacolata             |          |

## Zona pastorale III di Lecco
La zona pastorale III comprende 181 parrocchie ed è suddivisa in 10 decanati; segue sia il rito ambrosiano sia il rito romano (nelle sole parrocchie di Civate e Varenna).
Tutto il territorio, avente un'estensione di circa 1000 km², è contiguo, ad eccezione del decanato di Porlezza che forma un'exclave tra le diocesi di Como e di Lugano.
La zona pastorale III di Lecco conta tre basiliche romane minori sul suo territorio (la basilica di San Nicolò in Lecco, il santuario della Madonna del Bosco ad Imbersago e la parrocchiale di San Vittore di Missaglia).
Dal 1º settembre 2023 il vicario episcopale della zona pastorale III è mons. Gianni Cesena.

### Decanato dell'Alto Lario
Il decanato comprende 11 parrocchie in 8 comuni, tutti della provincia di Lecco. Il decanato è di rito ambrosiano ad eccezione della parrocchia di Varenna che segue il rito romano, a causa di un'antichissima dipendenza da Monza.
| Località                | Parrocchia                         | Comunità pastorale               | Immagine |
| ----------------------- | ---------------------------------- | -------------------------------- | -------- |
| Bellano                 | Santi Nazaro e Celso               | Bellano                          |          |
| Dervio                  | Santi Pietro e Paolo               | San Carlo Borromeo in Alto Lario |          |
| Corenno Plinio (Dervio) | San Tommaso di Canterbury          | San Carlo Borromeo in Alto Lario |          |
| Dorio                   | San Giorgio                        | San Carlo Borromeo in Alto Lario |          |
| Esino Lario             | San Vittore                        | Esino Lario e Perledo            |          |
| Perledo                 | San Martino                        | Esino Lario e Perledo            |          |
| Gittana (Perledo)       | Natività della Beata Vergine Maria | Esino Lario e Perledo            |          |
| Mont'Introzzo (Sueglio) | San Martino                        | San Carlo Borromeo in Alto Lario |          |
| Tremenico (Valvarrone)  | Sant'Agata                         | San Carlo Borromeo in Alto Lario |          |
| Varenna                 | San Giorgio                        | -                                |          |
| Vendrogno (Bellano)     | San Lorenzo                        | Bellano                          |          |

### Decanato di Asso
Il decanato si estende interamente nella Valassina e sul comune di Canzo (cittadina più popolata di tutto il decanato). Comprende 13 parrocchie in 11 comuni, 10 dei quali appartenenti alla provincia di Como mentre 2 parrocchie si trovano nelle frazioni di Onno e Limonta del comune di Oliveto Lario che appartiene alla provincia di Lecco.
| Località                | Parrocchia                     | Comunità pastorale | Immagine |
| ----------------------- | ------------------------------ | ------------------ | -------- |
| Asso                    | San Giovanni Battista          | -                  |          |
| Barni                   | Santi Apostoli Pietro e Paolo  | Alta Valassina     |          |
| Civenna (Bellagio)      | Santi Materno e Ambrogio       | Alta Valassina     |          |
| Caglio                  | Santi Gervaso e Protaso        | Madonna di Campoè  |          |
| Canzo                   | Santo Stefano Protomartire     | -                  |          |
| Lasnigo                 | Presentazione di Maria Vergine | Alta Valassina     |          |
| Magreglio               | Santa Marta Vergine            | Alta Valassina     |          |
| Limonta (Oliveto Lario) | Santi Ambrogio e Bernardo      | Onno e Limonta     |          |
| Onno (Oliveto Lario)    | San Pietro Martire             | Onno e Limonta     |          |
| Rezzago                 | Santa Maria Nascente           | Madonna di Campoè  |          |
| Sormano                 | Sant'Ambrogio                  | Madonna di Campoè  |          |
| Valbrona                | Santi Apollinare e Materno     | Valbrona           |          |
| Visino (Valbrona)       | Beata Vergine Assunta          | Valbrona           |          |

### Decanato di Brivio
Il decanato è uno dei più piccoli della zona pastorale, ma è erede dell'antica, e molto più vasta pieve di Brivio, di cui si hanno notizie antecedenti all'anno 1000. Comprende 12 parrocchie di cui 6 raggruppate in 2 comunità pastorali. Il decanato interessa il territorio di 7 comuni, tutti della provincia di Lecco.
| Località                        | Parrocchia                           | Comunità pastorale  | Immagine |
| ------------------------------- | ------------------------------------ | ------------------- | -------- |
| Airuno                          | Santi Cosma e Damiano                | -                   |          |
| Brivio                          | Santi Sisinio, Martirio e Alessandro | Beata Vergine Maria |          |
| Beverate (Brivio)               | Santi Margherita e Simpliciano       | Beata Vergine Maria |          |
| Calco                           | San Vigilio                          | Calco               |          |
| Arlate (Calco)                  | Santi Gottardo e Colombano           | Calco               |          |
| Imbersago                       | Santi Marcellino e Pietro            | -                   |          |
| Olgiate Molgora                 | Maria Madre della Chiesa             | -                   |          |
| San Zeno (Olgiate Molgora)      | San Zeno                             | -                   |          |
| Monte (La Valletta Brianza)     | Sant'Ambrogio                        | Sant'Antonio Abate  |          |
| Perego (La Valletta Brianza)    | San Giovanni Evangelista             | Sant'Antonio Abate  |          |
| Rovagnate (La Valletta Brianza) | San Giorgio Martire                  | Sant'Antonio Abate  |          |
| Santa Maria Hoè                 | Beata Vergine Addolorata             | Sant'Antonio Abate  |          |

### Decanato di Erba
Il decanato è composto da 36 parrocchie distribuite su 24 comuni della provincia di Como e della provincia di Lecco.
| Località                         | Parrocchia                        | Comunità pastorale             | Immagine |
| -------------------------------- | --------------------------------- | ------------------------------ | -------- |
| Albavilla                        | San Vittore Martire               | Albavilla e Albese con Cassano |          |
| Carcano (Albavilla)              | San Dionigi                       | Albavilla e Albese con Cassano |          |
| Albese con Cassano               | Santa Margherita                  | Albavilla e Albese con Cassano |          |
| Alserio                          | San Clemente                      | Beata Vergine di Rogoredo      |          |
| Alzate Brianza                   | Santi Pietro e Paolo              | Beata Vergine di Rogoredo      |          |
| Fabbrica Durini (Alzate Brianza) | Sant'Andrea Apostolo              | Beata Vergine di Rogoredo      |          |
| Anzano del Parco                 | San Michele                       | Beata Vergine di Rogoredo      |          |
| Bosisio Parini                   | Sant'Anna                         | Bosisio Parini                 |          |
| Garbagnate Rota (Bosisio Parini) | San Giuseppe                      | Bosisio Parini                 |          |
| Caslino d'Erba                   | Sant'Ambrogio                     | Caslino e Ponte Lambro         |          |
| Castelmarte                      | San Giovanni Evangelista          | Castelmarte e Proserpio        |          |
| Cesana Brianza                   | Santi Fermo e Rustico             | Santa Maria                    |          |
| Costa Masnaga                    | Santa Maria Assunta               | Costa Masnaga e Nibionno       |          |
| Erba                             | Santa Maria Nascente              | Sant'Eufemia                   |          |
| Erba                             | Santa Marta Vergine               | Sant'Eufemia                   |          |
| Arcellasco (Erba)                | Santi Pietro e Paolo              | -                              |          |
| Buccinigo (Erba)                 | San Cassiano                      | Buccinigo e Casiglio           |          |
| Casiglio (Erba)                  | Santa Maria Assunta               | Buccinigo e Casiglio           |          |
| Crevenna (Erba)                  | Santa Maria Maddalena             | Sant'Eufemia                   |          |
| Mevate (Erba)                    | San Maurizio                      | Sant'Eufemia                   |          |
| Corneno (Eupilio)                | San Giorgio                       | Sant'Antonio Maria Zaccaria    |          |
| Galliano (Eupilio)               | San Vincenzo Martire              | Sant'Antonio Maria Zaccaria    |          |
| Lambrugo                         | San Carlo Borromeo                | Lambrugo e Lurago d'Erba       |          |
| Longone al Segrino               | San Fedele Martire                | Sant'Antonio Maria Zaccaria    |          |
| Lurago d'Erba                    | San Giovanni Evangelista          | Lambrugo e Lurago d'Erba       |          |
| Moiana (Merone)                  | Santi Giacomo e Filippo           | -                              |          |
| Monguzzo                         | Santi Biagio e Sebastiano Martiri | -                              |          |
| Cibrone (Nibionno)               | San Carlo Borromeo                | Costa Masnaga e Nibionno       |          |
| Tabiago (Nibionno)               | Santi Simone e Giuda              | Costa Masnaga e Nibionno       |          |
| Orsenigo                         | San Martino Vescovo               | -                              |          |
| Ponte Lambro                     | Santa Maria Annunciata            | Caslino e Ponte Lambro         |          |
| Proserpio                        | San Donnino Martire               | Castelmarte e Proserpio        |          |
| Pusiano                          | Natività di Maria                 | Santa Maria                    |          |
| Rogeno                           | Santi Ippolito e Cassiano         | Rogeno                         |          |
| Casletto (Rogeno)                | Santi Gregorio e Marco            | Rogeno                         |          |
| Suello                           | Santi Quirico, Giulitta e Biagio  | Santa Maria                    |          |

### Decanato di Lecco
Il decanato si estende per 118 km² e conta circa 84 000 abitanti. Comprende 27 parrocchie in 10 comuni, tutti appartenenti alla provincia di Lecco. Le parrocchie del decanato sono di rito ambrosiano ad eccezione di quella di Civate che invece è di rito romano.
Il parroco della basilica di San Nicolò a Lecco è prevosto mitrato, la stessa basilica è anche sede del capitolo plebano.
Fino al 2006 il decanato comprendeva anche il territorio del comune bergamasco di Brumano, anno in cui la parrocchia di San Bartolomeo è passata alla diocesi di Bergamo.
| Località                           | Parrocchia                             | Comunità pastorale                      | Immagine |
| ---------------------------------- | -------------------------------------- | --------------------------------------- | -------- |
| Ballabio Inferiore (Ballabio)      | San Lorenzo                            | Ballabio e Morterone                    |          |
| Ballabio Superiore (Ballabio)      | Beata Vergine Assunta                  | Ballabio e Morterone                    |          |
| Civate                             | Santi Vito e Modesto                   | -                                       |          |
| Garlate                            | Santo Stefano                          | San Giacomo e Sant'Agnese               |          |
| Lecco                              | San Nicolò                             | Madonna del Rosario                     |          |
| Santo Stefano (Lecco)              | San Francesco d'Assisi                 | -                                       |          |
| Caleotto (Lecco)                   | San Giuseppe                           | Madonna alla Rovinata                   |          |
| Acquate (Lecco)                    | Santi Giorgio, Caterina ed Egidio      | Beata Vergine di Lourdes                |          |
| Belledo (Lecco)                    | Santi Sisinio, Martirio e Alessandro   | Madonna alla Rovinata                   |          |
| Bonacina (Lecco)                   | Sacro Cuore                            | Beata Vergine di Lourdes                |          |
| Castello (Lecco)                   | Santi Martiri Gervaso e Protaso        | -                                       |          |
| Chiuso (Lecco)                     | Santa Maria Assunta                    | Beato Serafino Morazzone                |          |
| Germanedo (Lecco)                  | Santi Cipriano e Giustina              | Madonna alla Rovinata                   |          |
| Laorca (Lecco)                     | Santi Pietro e Paolo                   | Beati Giovanni Mazzucconi e Luigi Monza |          |
| Maggianico e Barco (Lecco)         | Sant'Andrea                            | Beato Serafino Morazzone                |          |
| Olate (Lecco)                      | Santi Vitale e Valeria                 | Beata Vergine di Lourdes                |          |
| Pescarenico (Lecco)                | San Materno                            | Madonna del Rosario                     |          |
| Rancio (Lecco)                     | Santa Maria Assunta                    | Beati Giovanni Mazzucconi e Luigi Monza |          |
| San Giovanni alla Castagna (Lecco) | San Giovanni Evangelista               | Beati Giovanni Mazzucconi e Luigi Monza |          |
| Porto (Malgrate)                   | San Carlo                              | Madonna del Rosario                     |          |
| Malgrate                           | San Leonardo                           | -                                       |          |
| Morterone                          | Beata Vergine Assunta                  | Ballabio e Morterone                    |          |
| Olginate                           | Sant'Agnese                            | San Giacomo e Sant'Agnese               |          |
| Pescate                            | Divin Salvatore e Santa Teresa di Gesù | San Giacomo e Sant'Agnese               |          |
| Valgreghentino                     | San Giorgio                            | Valgreghentino                          |          |
| Villa San Carlo (Valgreghentino)   | San Carlo                              | Valgreghentino                          |          |
| Valmadrera                         | Sant'Antonio abate                     | -                                       |          |

### Decanato di Merate
Il decanato comprende 12 parrocchie, di cui 4 raggruppate in una comunità pastorale e 4 in un'unità pastorale; interessa il territorio di 8 comuni della provincia di Lecco.
| Località                      | Parrocchia                    | Comunità pastorale             | Immagine |
| ----------------------------- | ----------------------------- | ------------------------------ | -------- |
| Cernusco Lombardone           | San Giovanni Battista         | -                              |          |
| Lomagna                       | Santi Pietro e Paolo          | -                              |          |
| Merate                        | Sant'Ambrogio                 | Merate                         |          |
| Novate Brianza (Merate)       | Santo Stefano                 | Merate                         |          |
| Pagnano (Merate)              | San Giorgio Martire           | Merate                         |          |
| Sartirana (Merate)            | San Pietro Apostolo           | Merate                         |          |
| Montevecchia                  | San Giovanni Battista Martire | -                              |          |
| Osnago                        | Santo Stefano Protomartire    | -                              |          |
| Paderno d'Adda                | Santa Maria Assunta           | Beata Maria Vergine Addolorata |          |
| Robbiate                      | Sant'Alessandro Martire       | Beata Maria Vergine Addolorata |          |
| Verderio Inferiore (Verderio) | Santi Nazaro e Celso          | Beata Maria Vergine Addolorata |          |
| Verderio Superiore (Verderio) | Santi Giuseppe e Fiorano      | Beata Maria Vergine Addolorata |          |

### Decanato di Missaglia
Il decanato di Missaglia comprende 16 parrocchie in 8 comuni della provincia di Lecco.
| Località                                | Parrocchia                           | Comunità pastorale                  | Immagine |
| --------------------------------------- | ------------------------------------ | ----------------------------------- | -------- |
| Barzanò                                 | San Vito                             | Santissimo Nome di Maria            |          |
| Casatenovo                              | San Giorgio Martire                  | Maria Regina di tutti i Santi       |          |
| Campofiorenzo (Casatenovo)              | San Mauro                            | Maria Regina di tutti i Santi       |          |
| Galgiana (Casatenovo)                   | San Biagio                           | Maria Regina di tutti i Santi       |          |
| Rogoredo (Casatenovo)                   | San Gaetano                          | Maria Regina di tutti i Santi       |          |
| Valaperta (Casatenovo)                  | San Carlo                            | Maria Regina di tutti i Santi       |          |
| Cassago Brianza                         | Santi Giacomo e Brigida              | -                                   |          |
| Cremella                                | Santi Sisinio, Martirio e Alessandro | Santissimo Nome di Maria            |          |
| Missaglia                               | San Vittore                          | Maria Santissima Regina dei Martiri |          |
| Lomaniga (Missaglia)                    | Santi Fermo e Rustico                | Maria Santissima Regina dei Martiri |          |
| Maresso (Missaglia)                     | Santi Faustino e Giovita             | Maria Santissima Regina dei Martiri |          |
| Monticello Brianza                      | Sant'Agata                           | Monticello Brianza                  |          |
| Cortenuova Brianza (Monticello Brianza) | Santissimo Redentore                 | Monticello Brianza                  |          |
| Torrevilla (Monticello Brianza)         | Santa Maria della Purificazione      | Monticello Brianza                  |          |
| Sirtori                                 | Santi Nabore e Felice                | Santissimo Nome di Maria            |          |
| Viganò                                  | San Vincenzo                         | -                                   |          |

### Decanato di Oggiono
Il decanato è composto da 19 parrocchie in 12 comuni della provincia di Lecco.
| Località                   | Parrocchia                              | Comunità pastorale          | Immagine |
| -------------------------- | --------------------------------------- | --------------------------- | -------- |
| Annone di Brianza          | Santa Maria e San Giorgio               | San Giovanni Battista       |          |
| Barzago                    | San Bartolomeo                          | Maria Regina degli Apostoli |          |
| Bevera (Barzago)           | Santa Maria Nascente                    | Maria Regina degli Apostoli |          |
| Bulciago                   | San Giovanni Evangelista                | Maria Regina degli Apostoli |          |
| Castello di Brianza        | San Lorenzo                             | San Giovanni Paolo II       |          |
| Giovenzana (Colle Brianza) | San Donnino                             | Madonna del Sasso           |          |
| Nava (Colle Brianza)       | San Michele Arcangelo                   | Madonna del Sasso           |          |
| Ravellino (Colle Brianza)  | Purificazione della Beata Vergine Maria | Madonna del Sasso           |          |
| Dolzago                    | Santa Maria Assunta                     | San Giovanni Paolo II       |          |
| Ello                       | Sant'Antonio Abate                      | San Giovanni Battista       |          |
| Galbiate                   | San Giovanni Evangelista                | Santa Maria di Monte Barro  |          |
| Bartesate (Galbiate)       | Santi Macario e Genesio                 | Santa Maria di Monte Barro  |          |
| Sala al Barro (Galbiate)   | Santa Maria Beata Vergine Assunta       | Santa Maria di Monte Barro  |          |
| Villa Vergano (Galbiate)   | Santi Pietro e Paolo                    | Santa Maria di Monte Barro  |          |
| Molteno                    | San Giorgio                             | Santi Martino e Benedetto   |          |
| Garbagnate Monastero       | San Bernardo in Brongio                 | Santi Martino e Benedetto   |          |
| Oggiono                    | Sant'Eufemia                            | San Giovanni Battista       |          |
| Imberido (Oggiono)         | San Giorgio Martire                     | San Giovanni Battista       |          |
| Sirone                     | San Carlo                               | Santi Martino e Benedetto   |          |

### Decanato di Porlezza
Il decanato comprende 20 parrocchie in 10 comuni, tutti appartenenti alla provincia di Como.
| Località                      | Parrocchia                        | Comunità pastorale           | Immagine |
| ----------------------------- | --------------------------------- | ---------------------------- | -------- |
| Carlazzo                      | Santi Giacomo e Fedele            | Sant'Antonio Abate           |          |
| Gottro (Carlazzo)             | Santo Stefano Protomartire        | Sant'Antonio Abate           |          |
| Piano Porlezza (Carlazzo)     | Santi Nazaro e Celso              | Sant'Ambrogio                |          |
| San Pietro Sovera (Carlazzo)  | Santi Pietro e Paolo              | Sant'Ambrogio                |          |
| Cavargna                      | San Lorenzo Martire               | San Lucio                    |          |
| Claino con Osteno             | San Vincenzo Martire              | Sant'Ambrogio                |          |
| Osteno (Claino con Osteno)    | Santi Pietro e Paolo Apostoli     | Sant'Ambrogio                |          |
| Corrido                       | Santi Materno e Martino           | Sant'Antonio Abate           |          |
| Cusino                        | Natività di San Giovanni Battista | San Lucio                    |          |
| Porlezza                      | San Vittore Martire               | Sant'Ambrogio                |          |
| Cima (Porlezza)               | Purificazione di Maria            | Sant'Ambrogio                |          |
| San Bartolomeo Val Cavargna   | San Bartolomeo                    | San Lucio                    |          |
| San Nazzaro Val Cavargna      | Santi Nazzaro e Celso             | San Lucio                    |          |
| Buggiolo (Val Rezzo)          | Santa Maria Assunta               | Sant'Antonio Abate           |          |
| Albogasio con Oria (Valsolda) | Annunciazione                     | Beata Vergine della Caravina |          |
| Castello Valsolda (Valsolda)  | San Martino                       | Beata Vergine della Caravina |          |
| Cressogno (Valsolda)          | San Nicolao                       | Beata Vergine della Caravina |          |
| Loggio con Drano (Valsolda)   | San Bartolomeo                    | Beata Vergine della Caravina |          |
| Puria con Dasio (Valsolda)    | Beata Vergine Assunta             | Beata Vergine della Caravina |          |
| San Mamete (Valsolda)         | Santi Mamete e Agapito            | Beata Vergine della Caravina |          |

### Decanato di Primaluna
Il decanato di Primaluna comprende 15 parrocchie in 13 comuni, tutti appartenenti alla provincia di Lecco. Il suo territorio si estende interamente nella Valsassina e risulta essere uno dei decanati con maggiore estensione territoriale.
Fino al 1995 il decanato comprendeva anche il territorio del comune bergamasco di Vedeseta, in quell'anno la parrocchia di Sant'Antonio Abate è passata alla diocesi di Bergamo.
| Località                     | Parrocchia                         | Comunità pastorale     | Immagine |
| ---------------------------- | ---------------------------------- | ---------------------- | -------- |
| Barzio                       | Sant'Alessandro                    | Maria Regina dei Monti |          |
| Casargo                      | San Bernardino                     | Alta Valsassina        |          |
| Indovero con Narro (Casargo) | San Martino                        | Alta Valsassina        |          |
| Cortenova                    | Santi Gervaso e Protaso            | Madonna della Neve     |          |
| Cremeno                      | San Giorgio                        | Maria Regina dei Monti |          |
| Maggio (Cremeno)             | Natività della Beata Vergine Maria | Maria Regina dei Monti |          |
| Introbio                     | Sant'Antonio abate                 | Madonna della Neve     |          |
| Margno                       | San Bartolomeo                     | Alta Valsassina        |          |
| Moggio                       | San Francesco d'Assisi             | Maria Regina dei Monti |          |
| Pagnona                      | Sant'Andrea                        | Premana e Pagnona      |          |
| Parlasco                     | Sant'Antonio Abate                 | Madonna della Neve     |          |
| Pasturo                      | Sant'Eusebio                       | Maria Regina dei Monti |          |
| Premana                      | San Dionigi                        | Premana e Pagnona      |          |
| Primaluna                    | Santi Pietro e Paolo               | Madonna della Neve     |          |
| Taceno                       | Santa Maria Assunta                | Madonna della Neve     |          |

## Zona pastorale IV di Rho
La zona pastorale IV comprende 160 parrocchie ed è suddivisa in 9 decanati; segue il rito ambrosiano.
Comprende i territori di 72 comuni, distribuiti sui territori di 4 province: 53 nella città metropolitana di Milano, 13 nella provincia di Varese, 4 nella provincia di Monza e della Brianza e 2 nella provincia di Como. Conta una popolazione di circa 985 000 abitanti.
Dal 29 giugno 2018 il vicario episcopale della zona pastorale IV è il vescovo Luca Raimondi.

### Decanato di Bollate
Comprende i 7 comuni di Arese, Baranzate, Bollate, Cesate, Garbagnate Milanese, Novate Milanese e Senago nella città metropolitana di Milano, che contano una popolazione complessiva di circa 150 000 abitanti. È ripartito in 21 parrocchie.
| Località                                | Parrocchia                           | Comunità pastorale       | Immagine |
| --------------------------------------- | ------------------------------------ | ------------------------ | -------- |
| Arese                                   | Maria Aiuto dei Cristiani            | Santi Pietro e Paolo     |          |
| Arese                                   | Santi Pietro e Paolo                 | Santi Pietro e Paolo     |          |
| Valera (Arese)                          | San Bernardino                       | Santi Pietro e Paolo     |          |
| Baranzate                               | Nostra Signora della Misericordia    | Baranzate                |          |
| Baranzate                               | Sant'Arialdo                         | Baranzate                |          |
| Bollate                                 | San Martino                          | Bollate                  |          |
| Cascina del Sole (Bollate)              | Sant'Antonio di Padova               | Santi Antonio e Bernardo |          |
| Cassina Nuova (Bollate)                 | San Bernardo                         | Santi Antonio e Bernardo |          |
| Castellazzo (Bollate)                   | San Guglielmo                        | -                        |          |
| Ospiate (Bollate)                       | Santa Monica                         | Bollate                  |          |
| Villaggio (Cesate)                      | San Francesco di Assisi              | San Paolo VI             |          |
| Cesate                                  | Santi Alessandro e Martino           | San Paolo VI             |          |
| Garbagnate Milanese                     | San Giovanni Battista                | Santa Croce              |          |
| Garbagnate Milanese                     | Santi Eusebio e Maccabei             | Santa Croce              |          |
| Bariana (Garbagnate Milanese)           | San Giuseppe Artigiano               | Santa Croce              |          |
| Santa Maria Rossa (Garbagnate Milanese) | Santa Maria Nascente                 | Santa Croce              |          |
| Novate Milanese                         | San Carlo Borromeo                   | Discepoli di Emmaus      |          |
| Novate Milanese                         | Sacra Famiglia                       | Discepoli di Emmaus      |          |
| Novate Milanese                         | Santi Gervaso e Protaso              | Discepoli di Emmaus      |          |
| Senago                                  | Beata Vergine di Fatima e Santa Rita | San Paolo Apostolo       |          |
| Senago                                  | Santa Maria Assunta                  | San Paolo Apostolo       |          |

### Decanato di Busto Arsizio
Comprende le 13 parrocchie del comune di Busto Arsizio, il più popolato della provincia di Varese. Conta una popolazione di circa 83 000 abitanti.
| Località                  | Parrocchia                    | Comunità pastorale                        | Immagine |
| ------------------------- | ----------------------------- | ----------------------------------------- | -------- |
| Busto Arsizio             | Redentore                     | Redentore e Maria Regina                  |          |
| Busto Arsizio             | Sacro Cuore                   | -                                         |          |
| Busto Arsizio             | Sant'Anna                     | Sant'Anna e Santi Apostoli Pietro e Paolo |          |
| Busto Arsizio             | Santa Croce                   | Sant'Edoardo e Santa Croce                |          |
| Busto Arsizio             | Sant'Edoardo                  | Sant'Edoardo e Santa Croce                |          |
| Busto Arsizio             | San Giovanni Battista         | -                                         |          |
| Busto Arsizio             | San Giuseppe                  | -                                         |          |
| Busto Arsizio             | San Luigi e Beata Giuliana    | -                                         |          |
| Busto Arsizio             | Santa Maria Regina            | Redentore e Maria Regina                  |          |
| Busto Arsizio             | San Michele Arcangelo         | -                                         |          |
| Busto Arsizio             | Santi Apostoli Pietro e Paolo | Sant'Anna e Santi Apostoli Pietro e Paolo |          |
| Borsano (Busto Arsizio)   | Santi Apostoli Pietro e Paolo | -                                         |          |
| Sacconago (Busto Arsizio) | Santi Apostoli Pietro e Paolo | -                                         |          |

### Decanato di Castano Primo
Comprende i 12 comuni di Arconate, Bernate Ticino, Buscate, Castano Primo, Cuggiono, Dairago, Inveruno, Magnago, Nosate, Robecchetto con Induno, Turbigo e Vanzaghello, contando una popolazione di circa 75 000 abitanti. È ripartito in 18 parrocchie.
| Località                           | Parrocchia               | Comunità pastorale        | Immagine |
| ---------------------------------- | ------------------------ | ------------------------- | -------- |
| Arconate                           | Sant'Eusebio             | -                         |          |
| Bernate Ticino                     | San Giorgio Martire      | Bernate Ticino            |          |
| Casate Ticino (Bernate Ticino)     | Beata Vergine Immacolata | Bernate Ticino            |          |
| Buscate                            | San Mauro Abate          | Santo Crocifisso          |          |
| Castano Primo                      | Madonna dei Poveri       | Santo Crocifisso          |          |
| Castano Primo                      | San Zenone               | Santo Crocifisso          |          |
| Cuggiono                           | San Giorgio Martire      | Cuggiono                  |          |
| Castelletto (Cuggiono)             | Santi Giacomo e Filippo  | Cuggiono                  |          |
| Dairago                            | San Genesio Martire      | -                         |          |
| Inveruno                           | San Martino              | Cuore Immacolato di Maria |          |
| Furato (Inveruno)                  | Santa Maria Nascente     | Cuore Immacolato di Maria |          |
| Magnago                            | San Michele Arcangelo    | Il Cenacolo               |          |
| Bienate (Magnago)                  | San Bartolomeo           | Il Cenacolo               |          |
| Nosate                             | San Guniforte            | Santa Maria in Binda      |          |
| Robecchetto con Induno             | Santa Maria delle Grazie | Santa Maria in Binda      |          |
| Malvaglio (Robecchetto con Induno) | San Bernardo             | Santa Maria in Binda      |          |
| Turbigo                            | Beata Vergine Assunta    | Santa Maria in Binda      |          |
| Vanzaghello                        | Sant'Ambrogio            | -                         |          |

### Decanato di Legnano
| Località                   | Parrocchia                    | Comunità pastorale                                            | Immagine |
| -------------------------- | ----------------------------- | ------------------------------------------------------------- | -------- |
| Busto Garolfo              | Santi Salvatore e Margherita  | Busto Garolfo                                                 |          |
| Olcella (Busto Garolfo)    | Santa Geltrude                | Busto Garolfo                                                 |          |
| Cerro Maggiore             | Santi Cornelio e Cipriano     | Cerro Maggiore                                                |          |
| Cantalupo (Cerro Maggiore) | San Bartolomeo                | Cerro Maggiore                                                |          |
| Legnano                    | Beato Cardinal Ferrari        | Maria Madre della speranza e della gioia e Beato Carlo Acutis |          |
| Legnano                    | San Domenico                  | -                                                             |          |
| Legnano                    | San Magno                     | -                                                             |          |
| Legnano                    | San Paolo Apostolo            | Maria Madre della speranza e della gioia e Beato Carlo Acutis |          |
| Legnano                    | San Pietro                    | San Barnaba e San Filippo Neri                                |          |
| Legnano                    | Santa Teresa del Bambino Gesù | -                                                             |          |
| Legnano                    | Santi Magi                    | San Barnaba e San Filippo Neri                                |          |
| Legnano                    | Santi Martiri Anauniani       | Maria Madre della speranza e della gioia e Beato Carlo Acutis |          |
| Legnarello (Legnano)       | Santissimo Redentore          | San Barnaba e San Filippo Neri                                |          |
| Rescaldina                 | Santi Bernardo e Giuseppe     | San Giuseppe                                                  |          |
| Rescalda (Rescaldina)      | Santa Maria Assunta           | San Giuseppe                                                  |          |
| San Vittore Olona          | San Vittore                   | -                                                             |          |
| Villa Cortese              | San Vittore                   | -                                                             |          |

### Decanato di Magenta
Comprende gli 11 comuni di Bareggio, Boffalora sopra Ticino, Corbetta, Magenta, Marcallo con Casone, Mesero, Ossona, Robecco sul Naviglio, Santo Stefano Ticino, Sedriano e Vittuone nella città metropolitana di Milano, contando circa 113 000 abitanti. È ripartito in 19 parrocchie.
| Località                         | Parrocchia                                  | Comunità pastorale                        | Immagine |
| -------------------------------- | ------------------------------------------- | ----------------------------------------- | -------- |
| Bareggio                         | Madonna Pellegrina                          | Maria Madre della Chiesa                  |          |
| Bareggio                         | Santi Nazaro e Celso                        | Maria Madre della Chiesa                  |          |
| Boffalora sopra Ticino           | Santa Maria della Neve                      | Boffalora e Marcallo con Casone           |          |
| Corbetta                         | San Vittore Martire                         | -                                         |          |
| Cerello con Battuello (Corbetta) | San Vincenzo Martire                        | -                                         |          |
| Magenta                          | San Martino Vescovo                         | Santa Gianna Beretta Molla e San Paolo VI |          |
| Magenta                          | Sacra Famiglia                              | Santa Gianna Beretta Molla e San Paolo VI |          |
| Magenta                          | Santi Giovanni Battista e Gerolamo Emiliani | Santa Gianna Beretta Molla e San Paolo VI |          |
| Ponte Nuovo (Magenta)            | San Giuseppe Lavoratore                     | Santa Gianna Beretta Molla e San Paolo VI |          |
| Ponte Vecchio (Magenta)          | Santi Carlo e Luigi                         | Santa Gianna Beretta Molla e San Paolo VI |          |
| Marcallo con Casone              | Santi Nazaro e Celso                        | Boffalora e Marcallo con Casone           |          |
| Casone (Marcallo con Casone)     | Santi Carlo e Giuseppe                      | Boffalora e Marcallo con Casone           |          |
| Mesero                           | Presentazione del Signore                   | -                                         |          |
| Ossona                           | San Cristoforo                              | -                                         |          |
| Robecco sul Naviglio             | San Giovanni Battista                       | Robecco sul Naviglio                      |          |
| Casterno (Robecco sul Naviglio)  | Sant'Andrea Apostolo                        | Robecco sul Naviglio                      |          |
| Santo Stefano Ticino             | Santo Stefano Protomartire                  | -                                         |          |
| Sedriano                         | San Remigio                                 | -                                         |          |
| Vittuone                         | Annunciazione di Maria Vergine              | -                                         |          |

### Decanato di Rho
Il decanato di Rho comprende 5 comuni: Rho, Cornaredo, Lainate, Pero e Settimo Milanese con 20 parrocchie.
| Località                        | Parrocchia                              | Comunità pastorale                                             | Immagine |
| ------------------------------- | --------------------------------------- | -------------------------------------------------------------- | -------- |
| Cornaredo                       | Santi Giacomo e Filippo                 | Santi Apostoli                                                 |          |
| San Pietro all'Olmo (Cornaredo) | San Pietro                              | Santi Apostoli                                                 |          |
| Lainate                         | San Francesco d'Assisi                  | San Paolo VI e Beata Alfonsa Clerici                           |          |
| Lainate                         | San Vittore Martire                     | San Paolo VI e Beata Alfonsa Clerici                           |          |
| Barbaiana (Lainate)             | San Bernardo                            | San Paolo VI e Beata Alfonsa Clerici                           |          |
| Pero                            | Visitazione di Maria Vergine            | San Giovanni Paolo II                                          |          |
| Cerchiate (Pero)                | Santi Filippo e Giacomo                 | San Giovanni Paolo II                                          |          |
| Rho                             | San Giovanni Battista                   | San Giovanni Battista e Sant'Ambrogio                          |          |
| Rho                             | San Michele Arcangelo                   | San Michele Arcangelo, Santa Maria e Santi Francesco e Antonio |          |
| Castellazzo (Rho)               | San Paolo                               | -                                                              |          |
| Rho                             | San Pietro Apostolo                     | Maria Madre della Speranza                                     |          |
| Rho                             | San Vittore Martire                     | -                                                              |          |
| Lucernate (Rho)                 | Santa Maria e Santi Francesco e Antonio | San Michele Arcangelo, Santa Maria e Santi Francesco e Antonio |          |
| Mazzo (Rho)                     | Santa Croce                             | Maria Madre della Speranza                                     |          |
| Passirana Milanese (Rho)        | Sant'Ambrogio ad Nemus                  | San Giovanni Battista e Sant'Ambrogio                          |          |
| Terrazzano (Rho)                | San Maurizio                            | Maria Madre della Speranza                                     |          |
| Settimo Milanese                | San Giovanni Battista                   | Santa Maria del Rosario                                        |          |
| Settimo Milanese                | Santa Margherita Vergine e Martire      | Santa Maria del Rosario                                        |          |
| Seguro (Settimo Milanese)       | San Giorgio                             | Santa Maria del Rosario                                        |          |
| Vighignolo (Settimo Milanese)   | Santa Maria Nascente                    | Santa Maria del Rosario                                        |          |

### Decanato di Saronno
Fino al 1974 il decanato comprendeva anche la parrocchia dei Santi Vito e Modesto di Lomazzo, che in quell'anno fu affidata al clero comasco, mentre nel 1981 passò definitivamente alla diocesi di Como, acquisendo poi anche il rito romano.
| Località                        | Parrocchia                         | Comunità pastorale                    | Immagine |
| ------------------------------- | ---------------------------------- | ------------------------------------- | -------- |
| Pertusella (Caronno Pertusella) | Sant'Alessandro Martire            | Visitazione della Beata Vergine Maria |          |
| Caronno (Caronno Pertusella)    | Santa Margherita Vergine e Martire | Visitazione della Beata Vergine Maria |          |
| Ceriano Laghetto                | San Vittore Martire                | -                                     |          |
| Cislago                         | Santa Maria Assunta                | -                                     |          |
| Cogliate                        | San Giuseppe                       | -                                     |          |
| Cascina Nuova (Cogliate)        | San Bernardo                       | -                                     |          |
| Gerenzano                       | Santi Apostoli Pietro e Paolo      | -                                     |          |
| Lazzate                         | San Lorenzo Martire                | Lazzate e Misinto                     |          |
| Misinto                         | San Siro                           | Lazzate e Misinto                     |          |
| Origgio                         | Santa Maria Immacolata             | -                                     |          |
| Rovello Porro                   | Santi Pietro e Paolo               | -                                     |          |
| Saronno                         | Beata Vergine dei Miracoli         | Crocifisso Risorto                    |          |
| Saronno                         | Regina Pacis                       | Crocifisso Risorto                    |          |
| Saronno                         | Sacra Famiglia                     | Crocifisso Risorto                    |          |
| Saronno                         | Santi Pietro e Paolo               | Crocifisso Risorto                    |          |
| Cassina Ferrara (Saronno)       | San Giovanni Battista              | Crocifisso Risorto                    |          |
| Villaggio Matteotti (Saronno)   | San Giuseppe                       | Crocifisso Risorto                    |          |
| Solaro                          | Santi Quirico e Giulitta           | Discepoli di Emmaus                   |          |
| Villaggio Brollo (Solaro)       | Madonna del Carmine                | Discepoli di Emmaus                   |          |
| Turate                          | Santi Apostoli Pietro e Paolo      | -                                     |          |
| Uboldo                          | Santi Apostoli Pietro e Paolo      | -                                     |          |

### Decanato della Valle Olona
Decanato nato il 16 aprile 1995 con territorio distaccato dal decanato di Busto Arsizio.
| Località                  | Parrocchia              | Comunità pastorale      | Immagine |
| ------------------------- | ----------------------- | ----------------------- | -------- |
| Castellanza               | San Giulio              | Santi Giulio e Bernardo |          |
| Castegnate (Castellanza)  | San Bernardo            | Santi Giulio e Bernardo |          |
| Fagnano Olona             | San Gaudenzio           | Madonna della Selva     |          |
| Bergoro (Fagnano Olona)   | San Giovanni Battista   | Madonna della Selva     |          |
| Fornaci (Fagnano Olona)   | Santa Maria Assunta     | Madonna della Selva     |          |
| Gorla Maggiore            | Santa Maria Assunta     | -                       |          |
| Gorla Minore              | San Lorenzo             | Gorla Minore            |          |
| Prospiano (Gorla Minore)  | Santi Nazaro e Celso    | Gorla Minore            |          |
| Marnate                   | Sant'Ilario             | Marnate                 |          |
| Nizzolina (Marnate)       | Santa Maria Nascente    | Marnate                 |          |
| Olgiate Olona             | Santi Stefano e Lorenzo | San Gregorio Magno      |          |
| Buon Gesù (Olgiate Olona) | San Giuseppe            | San Gregorio Magno      |          |
| Gerbone (Olgiate Olona)   | San Giovanni Bosco      | San Gregorio Magno      |          |
| Solbiate Olona            | Sant'Antonino           | -                       |          |

### Decanato Villoresi
| Località                           | Parrocchia                                         | Comunità pastorale         | Immagine |
| ---------------------------------- | -------------------------------------------------- | -------------------------- | -------- |
| Arluno                             | Santi Apostoli Pietro e Paolo                      | -                          |          |
| Canegrate                          | Santa Maria Assunta                                | -                          |          |
| Casorezzo                          | San Giorgio                                        | -                          |          |
| Mantegazza con Rogorotto (Vanzago) | Cristo Re                                          | Madonna del Buon Consiglio |          |
| Nerviano                           | Maria Madre della Chiesa                           | San Fermo                  |          |
| Nerviano                           | Santo Stefano Protomartire                         | San Fermo                  |          |
| Garbatola con Villanova (Nerviano) | San Francesco d'Assisi                             | San Fermo                  |          |
| Sant'Ilario Milanese (Nerviano)    | Sant'Ilario                                        | San Fermo                  |          |
| Parabiago                          | Santi Gervaso e Protaso                            | Sant'Ambrogio              |          |
| Ravello (Parabiago)                | Gesù Crocifisso                                    | Sant'Ambrogio              |          |
| San Lorenzo (Parabiago)            | Santi Martiri Lorenzo e Sebastiano                 | Sant'Ambrogio              |          |
| Villastanza (Parabiago)            | Visitazione di Maria Santissima a Santa Elisabetta | Sant'Ambrogio              |          |
| Pogliano Milanese                  | Santi Pietro e Paolo                               | Beato Francesco Paleari    |          |
| Bettolino (Pogliano Milanese)      | Santa Rita da Cascia                               | Beato Francesco Paleari    |          |
| Pregnana Milanese                  | Santi Pietro e Paolo                               | -                          |          |
| San Giorgio su Legnano             | Beata Vergine Assunta                              | -                          |          |
| Vanzago                            | Santi Ippolito e Cassiano                          | Madonna del Buon Consiglio |          |

## Zona pastorale V di Monza
La zona pastorale V comprende 152 parrocchie ed è suddivisa in 7 decanati; segue sia il rito ambrosiano sia il rito romano.
Dal 1º settembre 2023 il vicario episcopale della zona pastorale V è mons. Michele Elli.

### Decanato di Cantù
Il decanato di Cantù è frutto della fusione avvenuta nel 1972 - secondo il decreto del cardinale Giovanni Colombo - di due importanti e storiche pievi della diocesi ambrosiana, quella di Cantù (già pieve di Galliano) e quella di Mariano Comense. Conta oggi circa 115 000 abitanti e raccoglie le parrocchie del canturino e del marianese.
Fino al 1982 il decanato comprendeva anche la parrocchia di San Giovanni Evangelista di Montorfano, che in quell'anno è passata alla diocesi di Como, acquisendo poi anche il rito romano.
| Località                      | Parrocchia                     | Comunità pastorale       | Immagine |
| ----------------------------- | ------------------------------ | ------------------------ | -------- |
| Arosio                        | Santi Nazaro e Celso           | Beato Carlo Acutis       |          |
| Brenna                        | San Gaetano                    | Madonna delle Grazie     |          |
| Cabiate                       | Santa Maria Nascente           | -                        |          |
| Cantù                         | San Paolo                      | San Vincenzo             |          |
| Cantù                         | San Teodoro                    | San Vincenzo             |          |
| Cantù                         | Santi Michele e Biagio         | San Vincenzo             |          |
| Cascina Amata (Cantù)         | Santa Dorotea                  | Madonna delle Grazie     |          |
| Fecchio (Cantù)               | San Carlo                      | San Vincenzo             |          |
| Mirabello (Cantù)             | Santi Martiri Greci            | Madonna delle Grazie     |          |
| Vighizzolo (Cantù)            | Santi Pietro e Paolo           | Madonna delle Grazie     |          |
| Intimiano (Capiago Intimiano) | San Leonardo                   | San Vincenzo             |          |
| Carimate                      | San Giorgio e Maria Immacolata | San Paolo                |          |
| Montesolaro (Carimate)        | Beata Vergine Assunta          | San Paolo                |          |
| Carugo                        | San Bartolomeo                 | Beato Carlo Acutis       |          |
| Cucciago                      | Santi Gervaso e Protaso        | Cucciago e Senna Comasco |          |
| Figino Serenza                | San Michele                    | San Paolo                |          |
| Inverigo                      | Sant'Ambrogio                  | Beato Carlo Gnocchi      |          |
| Cremnago (Inverigo)           | San Vincenzo                   | Beato Carlo Gnocchi      |          |
| Romanò Brianza (Inverigo)     | San Michele                    | Beato Carlo Gnocchi      |          |
| Villa Romanò (Inverigo)       | San Lorenzo                    | Beato Carlo Gnocchi      |          |
| Mariano Comense               | Sacro Cuore                    | San Francesco d'Assisi   |          |
| Mariano Comense               | Santo Stefano Protomartire     | San Francesco d'Assisi   |          |
| Perticato (Mariano Comense)   | Sant'Alessandro                | San Francesco d'Assisi   |          |
| Novedrate                     | Santi Donato e Carpoforo       | San Paolo                |          |
| Senna Comasco                 | Santa Maria Assunta            | Cucciago e Senna Comasco |          |

### Decanato di Carate Brianza
In seguito alla soppressione del decanato di Seregno, avvenuta il 9 settembre 2014, il decanato di Carate Brianza incorpora le parrocchie site nel comune di Giussano.
| Località                         | Parrocchia                       | Comunità pastorale | Immagine |
| -------------------------------- | -------------------------------- | ------------------ | -------- |
| Albiate                          | San Giovanni Evangelista         | Spirito Santo      |          |
| Besana Brianza                   | Santi Pietro, Marcellino, Erasmo | Santa Caterina     |          |
| Calò (Besana Brianza)            | Santi Vitale e Agricola          | Santa Caterina     |          |
| Montesiro (Besana Brianza)       | San Siro                         | Santa Caterina     |          |
| Valle Guidino (Besana Brianza)   | Santa Maria Assunta              | Santa Caterina     |          |
| Vergo Zoccorino (Besana Brianza) | Santi Gervaso e Protaso          | Santa Caterina     |          |
| Villa Raverio (Besana Brianza)   | Sant'Eusebio e Santi Maccabei    | Santa Caterina     |          |
| Briosco                          | Sant'Ambrogio e Vittore          | San Vittore        |          |
| Capriano (Briosco)               | Santo Stefano                    | San Vittore        |          |
| Fornaci (Briosco)                | Immacolata e tre fanciulli       | San Vittore        |          |
| Carate Brianza                   | Santi Ambrogio e Simpliciano     | Spirito Santo      |          |
| Agliate (Carate Brianza)         | Santi Pietro e Paolo             | Spirito Santo      |          |
| Costa Lambro (Carate Brianza)    | San Martino                      | Spirito Santo      |          |
| Giussano                         | Santi Filippo e Giacomo          | San Paolo          |          |
| Birone (Giussano)                | Santo Stefano protomartire       | San Paolo          |          |
| Paina (Giussano)                 | Santa Margherita                 | San Paolo          |          |
| Robbiano (Giussano)              | Santi Quirico e Giulitta         | San Paolo          |          |
| Renate                           | Santi Donato e Carpoforo         | Beato Mario Ciceri |          |
| Triuggio                         | Sant'Antonino                    | Sacro Cuore        |          |
| Canonica Lambro (Triuggio)       | Santa Maria della Neve           | Sacro Cuore        |          |
| Rancate (Triuggio)               | Santa Maria Assunta              | Sacro Cuore        |          |
| Tregasio (Triuggio)              | Santi Gervaso e Protaso          | Sacro Cuore        |          |
| Veduggio con Colzano             | San Martino Vescovo              | Beato Mario Ciceri |          |
| Verano Brianza                   | Santi Nazaro e Celso             | -                  |          |

### Decanato di Desio
| Località         | Parrocchia             | Comunità pastorale           | Immagine |
| ---------------- | ---------------------- | ---------------------------- | -------- |
| Bovisio Masciago | San Martino            | Beato Luigi Maria Monti      |          |
| Bovisio Masciago | San Pancrazio          | Beato Luigi Maria Monti      |          |
| Desio            | San Giorgio martire    | Santa Teresa di Gesù Bambino |          |
| Desio            | San Giovanni Battista  | Santa Teresa di Gesù Bambino |          |
| Desio            | San Pio X              | Santa Teresa di Gesù Bambino |          |
| Desio            | Santi Pietro e Paolo   | Santa Teresa di Gesù Bambino |          |
| Desio            | Santi Siro e Materno   | Santa Teresa di Gesù Bambino |          |
| Muggiò           | San Carlo Borromeo     | Madonna del Castagno         |          |
| Muggiò           | San Francesco d'Assisi | Madonna del Castagno         |          |
| Muggiò           | Santi Pietro e Paolo   | Madonna del Castagno         |          |
| Taccona (Muggiò) | San Giuseppe           | Madonna del Castagno         |          |
| Nova Milanese    | Beata Vergine Assunta  | San Grato                    |          |
| Nova Milanese    | Sant'Antonino          | San Grato                    |          |
| Nova Milanese    | San Giuseppe           | San Grato                    |          |

### Decanato di Lissone
| Località                      | Parrocchia                              | Comunità pastorale                 | Immagine |
| ----------------------------- | --------------------------------------- | ---------------------------------- | -------- |
| Biassono                      | San Martino                             | Maria Vergine Madre dell'Ascolto   |          |
| Lissone                       | Cuore Immacolato di Maria               | Santa Teresa Benedetta della Croce |          |
| Lissone                       | Madonna di Lourdes                      | Santa Teresa Benedetta della Croce |          |
| Lissone                       | Sacro Cuore di Gesù                     | Santa Teresa Benedetta della Croce |          |
| Lissone                       | San Giuseppe artigiano                  | Santa Teresa Benedetta della Croce |          |
| Lissone                       | Santi Apostoli Pietro e Paolo           | Santa Teresa Benedetta della Croce |          |
| Bareggia (Lissone e Macherio) | Santi Giuseppe e Antonio Maria Zaccaria | Santa Teresa Benedetta della Croce |          |
| Santa Margherita (Lissone)    | Santa Maria Assunta                     | Santa Teresa Benedetta della Croce |          |
| Macherio                      | Santi Gervaso e Protaso                 | Maria Vergine Madre dell'Ascolto   |          |
| Sovico                        | Cristo Re                               | Maria Vergine Madre dell'Ascolto   |          |
| Vedano al Lambro              | Santo Stefano protomartire              | -                                  |          |

### Decanato di Monza
Tutte le parrocchie di Monza, Brugherio e Villasanta seguono il rito romano. Nella parrocchia di San Giorgio al Parco, nel comune di Biassono, si celebra in rito ambrosiano.
| Località                         | Parrocchia                       | Comunità pastorale     | Immagine |
| -------------------------------- | -------------------------------- | ---------------------- | -------- |
| Brugherio                        | San Bartolomeo                   | Epifania del Signore   |          |
| Brugherio                        | San Carlo                        | Epifania del Signore   |          |
| Brugherio                        | San Paolo apostolo               | Epifania del Signore   |          |
| Cristo Re-Libertà (Monza)        | Cristo Re                        | San Francesco d'Assisi |          |
| Regina Pacis (Monza)             | Regina Pacis                     | Quattro Evangelisti    |          |
| Sant'Alessandro (Monza)          | Sant'Alessandro                  | Quattro Evangelisti    |          |
| Sobborghi-Sant'Ambrogio (Monza)  | Sant'Ambrogio                    | San Francesco d'Assisi |          |
| San Biagio (Monza)               | San Biagio                       | Ascensione del Signore |          |
| San Carlo (Monza)                | San Carlo                        | Trinità d'Amore        |          |
| San Fruttuoso (Monza)            | San Fruttuoso                    | -                      |          |
| Monza                            | Santa Gemma                      | Ascensione del Signore |          |
| San Gerardo (Monza)              | San Gerardo al corpo             | -                      |          |
| Monza                            | San Giovanni Battista            | -                      |          |
| San Giuseppe (Monza)             | San Giuseppe                     | Trinità d'Amore        |          |
| Monza                            | San Pio X                        | Ascensione del Signore |          |
| San Rocco (Monza)                | San Rocco                        | Quattro Evangelisti    |          |
| San Donato (Monza)               | Santi Giacomo e Donato           | Quattro Evangelisti    |          |
| Cederna (Monza)                  | Sacra Famiglia                   | San Francesco d'Assisi |          |
| Sant'Albino (Monza)              | Santa Maria Nascente e San Carlo | Epifania del Signore   |          |
| Triante (Monza)                  | Sacro Cuore                      | Trinità d'Amore        |          |
| San Giorgio al Lambro (Biassono) | San Giorgio al Parco             | Madonna dell'Aiuto     |          |
| Villasanta                       | Sant'Anastasia                   | Madonna dell'Aiuto     |          |
| Villasanta                       | San Fiorano                      | Madonna dell'Aiuto     |          |

### Decanato di Seregno-Seveso
In seguito alla soppressione del decanato di Seregno, avvenuta il 9 settembre 2014, il decanato di Seveso assume la denominazione di "decanato di Seregno-Seveso" ed incorpora le parrocchie site nel comune di Seregno.
| Località                               | Parrocchia                             | Comunità pastorale    | Immagine |
| -------------------------------------- | -------------------------------------- | --------------------- | -------- |
| Barlassina                             | San Giulio                             | -                     |          |
| Cesano Maderno                         | Santo Stefano protomartire             | Pentecoste            |          |
| Cesano Maderno                         | Sacra Famiglia                         | Santissima Trinità    |          |
| Binzago (Cesano Maderno)               | Beata Vergine Immacolata               | Santissima Trinità    |          |
| Binzago-Cascina Gaeta (Cesano Maderno) | Sant'Eurosia                           | Santissima Trinità    |          |
| Cassina Savina (Cesano Maderno)        | San Bernardo                           | Pentecoste            |          |
| Molinello (Cesano Maderno)             | San Pio X                              | Pentecoste            |          |
| Villaggio Snia (Cesano Maderno)        | Santi Ambrogio e Carlo                 | Pentecoste            |          |
| Lentate sul Seveso                     | San Vito Martire                       | Santo Stefano         |          |
| Birago (Lentate sul Seveso)            | Sant'Anna                              | Santo Stefano         |          |
| Camnago (Lentate sul Seveso)           | Santi Quirico e Giulitta               | Santo Stefano         |          |
| Cimnago (Lentate sul Seveso)           | San Vincenzo                           | Santo Stefano         |          |
| Copreno (Lentate sul Seveso)           | Sant'Alessandro                        | Santo Stefano         |          |
| Meda                                   | Madonna di Fatima                      | Santissimo Crocifisso |          |
| Meda                                   | San Giacomo apostolo                   | Santissimo Crocifisso |          |
| Meda                                   | Santa Maria Nascente                   | Santissimo Crocifisso |          |
| Seregno                                | Beata Vergine Addolorata al Lazzaretto | San Giovanni Paolo II |          |
| Seregno                                | Sant'Ambrogio                          | San Giovanni Paolo II |          |
| Seregno                                | San Carlo                              | San Giovanni Paolo II |          |
| Seregno                                | San Giuseppe                           | San Giovanni Paolo II |          |
| Seregno                                | Santa Valeria                          | San Giovanni Paolo II |          |
| Ceredo (Seregno)                       | San Giovanni Bosco                     | San Giovanni Paolo II |          |
| Seveso                                 | San Carlo                              | San Pietro da Verona  |          |
| Seveso                                 | San Pietro martire                     | San Pietro da Verona  |          |
| Seveso                                 | Santi Gervaso e Protaso                | San Pietro da Verona  |          |
| Baruccana (Seveso)                     | Beata Vergine Immacolata               | San Pietro da Verona  |          |

### Decanato di Vimercate
| Località                | Parrocchia                  | Comunità pastorale           | Immagine |
| ----------------------- | --------------------------- | ---------------------------- | -------- |
| Agrate Brianza          | Sant'Eusebio                | Santi Marta, Lazzaro e Maria |          |
| Omate (Agrate Brianza)  | San Zenone                  | Santi Marta, Lazzaro e Maria |          |
| Aicurzio                | Sant'Andrea apostolo        | Regina degli Apostoli        |          |
| Arcore                  | Regina del Rosario          | Sant'Apollinare              |          |
| Arcore                  | Sant'Eustorgio              | Sant'Apollinare              |          |
| Bernate (Arcore)        | Santa Maria Nascente        | Sant'Apollinare              |          |
| Bellusco                | San Martino                 | Santa Maria Maddalena        |          |
| Bernareggio             | Santa Maria Nascente        | Regina degli Apostoli        |          |
| Villanova (Bernareggio) | Immacolata e San Bartolomeo | Regina degli Apostoli        |          |
| Burago di Molgora       | Santi Vito e Modesto        | Beata Vergine del Rosario    |          |
| Caponago                | Santa Giuliana              | Santi Marta, Lazzaro e Maria |          |
| Carnate                 | Santi Cornelio e Cipriano   | Madonna del Carmine          |          |
| Cavenago di Brianza     | San Giulio                  | Santa Maria Maddalena        |          |
| Concorezzo              | Santi Cosma e Damiano       | -                            |          |
| Correzzana              | San Desiderio               | Santa Maria                  |          |
| Lesmo                   | Santa Maria Assunta         | Santa Maria                  |          |
| Gerno (Lesmo)           | San Carlo                   | Santa Maria                  |          |
| Peregallo (Lesmo)       | Annunciazione               | Santa Maria                  |          |
| Mezzago                 | L'Assunta                   | Santa Maria Maddalena        |          |
| Ornago                  | Sant'Agata                  | Santa Maria Maddalena        |          |
| Ronco Briantino         | Sant'Ambrogio               | Madonna del Carmine          |          |
| Sulbiate                | Sant'Antonino               | Regina degli Apostoli        |          |
| Usmate (Usmate Velate)  | Santa Margherita            | Madonna del Carmine          |          |
| Velate (Usmate Velate)  | Santa Maria Assunta         | Madonna del Carmine          |          |
| Vimercate               | San Maurizio                | Beata Vergine del Rosario    |          |
| Vimercate               | Santo Stefano               | Beata Vergine del Rosario    |          |
| Oldaniga (Vimercate)    | Santi Giacomo e Cristoforo  | Beata Vergine del Rosario    |          |
| Oreno (Vimercate)       | San Michele Arcangelo       | Beata Vergine del Rosario    |          |
| Velasca (Vimercate)     | Santa Maria Maddalena       | Beata Vergine del Rosario    |          |

## Zona pastorale VI di Melegnano
La zona pastorale VI comprende 140 parrocchie ed è suddivisa in 8 decanati; segue sia il rito ambrosiano sia il rito romano.
Dal 1º settembre 2023 il vicario episcopale della zona pastorale VI è don Marco Bove.

### Decanato di Abbiategrasso
Tutti i comuni sono compresi nella città metropolitana di Milano, ad eccezione di Casorate Primo che è in provincia di Pavia.
| Località                             | Parrocchia                                   | Comunità pastorale                   | Immagine |
| ------------------------------------ | -------------------------------------------- | ------------------------------------ | -------- |
| Abbiategrasso                        | Sacro Cuore di Gesù                          | San Carlo                            |          |
| Abbiategrasso                        | Santa Maria Nuova                            | San Carlo                            |          |
| Abbiategrasso                        | San Pietro                                   | -                                    |          |
| Albairate                            | San Giorgio                                  | Albairate e Cassinetta di Lugagnano  |          |
| Besate                               | San Michele Arcangelo                        | Besate e Motta Visconti              |          |
| Bestazzo (Cisliano)                  | Santa Maria Assunta                          | Cisliano                             |          |
| Bubbiano                             | Sant'Ambrogio e Santa Maria di Tutti i Santi | Rosate e Bubbiano                    |          |
| Casorate Primo                       | San Vittore                                  | Casorate Primo, Moncucco e Pasturago |          |
| Cassinetta di Lugagnano              | Santa Maria Nascente e Sant'Antonio          | Albairate e Cassinetta di Lugagnano  |          |
| Castelletto Mendosio (Abbiategrasso) | Sant'Antonio Abate                           | San Carlo                            |          |
| Cisliano                             | San Giovanni Battista                        | Cisliano                             |          |
| Coazzano (Vernate)                   | Santa Maria Assunta                          | Noviglio e Coazzano                  |          |
| Fagnano sul Naviglio (Gaggiano)      | Santi Andrea e Rocco                         | Maria Regina della Pace              |          |
| Fallavecchia (Morimondo)             | San Giorgio Martire                          | Ozzero e Morimondo                   |          |
| Gaggiano                             | Spirito Santo                                | Maria Regina della Pace              |          |
| Gudo Visconti                        | Santi Quirico e Giulitta                     | Vermezzo con Zelo e Gudo Visconti    |          |
| Moncucco (Vernate)                   | Santa Maria Nascente                         | Casorate Primo, Moncucco e Pasturago |          |
| Morimondo                            | Santa Maria Nascente                         | Ozzero e Morimondo                   |          |
| Motta Visconti                       | San Giovanni Battista                        | Besate e Motta Visconti              |          |
| Noviglio                             | San Sebastiano                               | Noviglio e Coazzano                  |          |
| Ozzero                               | San Siro                                     | Ozzero e Morimondo                   |          |
| Pasturago (Vernate)                  | Santi Cosma e Damiano                        | Casorate Primo, Moncucco e Pasturago |          |
| Rosate                               | Santo Stefano                                | Rosate e Bubbiano                    |          |
| Santa Corinna (Noviglio)             | Spirito Santo                                | Noviglio e Coazzano                  |          |
| San Vito (Gaggiano)                  | San Vito Martire                             | Maria Regina della Pace              |          |
| Vermezzo (Vermezzo con Zelo)         | San Zenone                                   | Vermezzo con Zelo e Gudo Visconti    |          |
| Vigano Certosino (Gaggiano)          | Santi Eugenio e Maria                        | Maria Regina della Pace              |          |
| Zelo Surrigone (Vermezzo con Zelo)   | Santa Giuliana e Beata Vergine del Carmelo   | Vermezzo con Zelo e Gudo Visconti    |          |

### Decanato di Cesano Boscone
Tutti i comuni sono compresi nella città metropolitana di Milano.
| Località                                  | Parrocchia                                     | Comunità pastorale   | Immagine |
| ----------------------------------------- | ---------------------------------------------- | -------------------- | -------- |
| Assago                                    | San Desiderio                                  | -                    |          |
| Buccinasco                                | Sant'Adele                                     | Cenacolo delle genti |          |
| Grancino (Buccinasco)                     | Maria Madre della Chiesa                       | -                    |          |
| Cesano Boscone                            | San Giovanni Battista                          | Madonna del Rosario  |          |
| Cesano Boscone                            | San Giustino Martire                           | Madonna del Rosario  |          |
| Quartiere Tessera (Cesano Boscone)        | Sant'Ireneo                                    | Madonna del Rosario  |          |
| Quartiere Giorgella (Corsico)             | Sant'Antonio di Padova                         | -                    |          |
| Corsico                                   | Santi Pietro e Paolo                           | Cenacolo delle genti |          |
| Corsico                                   | Spirito Santo                                  | Cenacolo delle genti |          |
| Cusago                                    | Santi Fermo e Rustico                          | -                    |          |
| Romano Banco (Buccinasco)                 | Santi Gervaso e Protaso in Santa Maria Assunta | -                    |          |
| Trezzano sul Naviglio                     | Sant'Ambrogio Vescovo e Dottore                | -                    |          |
| Quartiere Zingone (Trezzano sul Naviglio) | San Lorenzo Martire                            | -                    |          |

### Decanato di Melegnano
Tutti i comuni sono compresi nella città metropolitana di Milano, tranne quello di Siziano che è in provincia di Pavia.
| Località                      | Parrocchia                        | Comunità pastorale    | Immagine |
| ----------------------------- | --------------------------------- | --------------------- | -------- |
| Casirate Olona (Lacchiarella) | Santi Donato e Carpoforo          | Lacchiarella          |          |
| Carpiano                      | San Martino                       | -                     |          |
| Lacchiarella                  | Santa Maria Assunta               | Lacchiarella          |          |
| Melegnano                     | Natività di San Giovanni Battista | Dio Padre del perdono |          |
| Melegnano                     | San Gaetano                       | Dio Padre del perdono |          |
| Melegnano                     | Santa Maria del Carmine           | Dio Padre del perdono |          |
| Siziano                       | San Bartolomeo Apostolo           | Siziano               |          |
| Siziano                       | San Francesco d'Assisi            | Siziano               |          |
| Vizzolo Predabissi            | Santa Maria in Calvenzano         | -                     |          |

### Decanato di Melzo
Tutti comuni sono compresi nella città metropolitana di Milano.
| Località                            | Parrocchia                      | Comunità pastorale             | Immagine |
| ----------------------------------- | ------------------------------- | ------------------------------ | -------- |
| Bellinzago Lombardo                 | San Michele Arcangelo           | Divina Misericordia            |          |
| Cambiago                            | San Zenone                      | Divina Misericordia            |          |
| Gessate                             | Santi Pietro e Paolo            | Divina Misericordia            |          |
| Gorgonzola                          | San Carlo                       | Madonna dell'Aiuto             |          |
| Gorgonzola                          | Santi Martiri Protaso e Gervaso | Madonna dell'Aiuto             |          |
| Inzago                              | Santa Maria Assunta             | Inzago                         |          |
| Inzago                              | Santa Maria Ausiliatrice        | Inzago                         |          |
| Liscate                             | San Giorgio Martire             | -                              |          |
| Melzo                               | Sacro Cuore                     | San Francesco                  |          |
| Melzo                               | Santa Maria delle Stelle        | San Francesco                  |          |
| Melzo                               | Santi Alessandro e Margherita   | San Francesco                  |          |
| Pessano (Pessano con Bornago)       | Santi Martiri Vitale e Valeria  | Beato Carlo Gnocchi            |          |
| Bornago (Pessano con Bornago)       | Santi Cornelio e Cipriano       | Beato Carlo Gnocchi            |          |
| Pozzuolo Martesana                  | Natività di Maria Vergine       | Pozzuolo Martesana             |          |
| Trecella (Pozzuolo Martesana)       | San Marco Evangelista           | Pozzuolo Martesana             |          |
| Millepini con Cassignanica (Rodano) | San Vincenzo e Santa Rita       | Maria Madonna della Pentecoste |          |
| Lucino (Rodano)                     | San Giovanni Evangelista        | Maria Madonna della Pentecoste |          |
| Settala                             | Sant'Ambrogio                   | San Giovanni Paolo II          |          |
| Caleppio (Settala)                  | Sant'Agata                      | San Giovanni Paolo II          |          |
| Premenugo (Settala)                 | San Tommaso                     | San Giovanni Paolo II          |          |
| Truccazzano                         | San Michele Arcangelo           | Truccazzano e Albignano        |          |
| Albignano d'Adda (Truccazzano)      | San Majolo Abate                | Truccazzano e Albignano        |          |
| Cavaione (Truccazzano)              | Santi Eusebio e Maccabei        | Corneliano e Cavaione          |          |
| Corneliano Bertario (Truccazzano)   | San Giorgio                     | Corneliano e Cavaione          |          |
| Vignate                             | Sant'Ambrogio                   | -                              |          |

### Decanato di Rozzano
| Località                               | Parrocchia                   | Comunità pastorale                | Immagine |
| -------------------------------------- | ---------------------------- | --------------------------------- | -------- |
| Rozzano                                | Sant'Ambrogio                | Discepoli di Emmaus               |          |
| Rozzano                                | Sant'Angelo                  | Discepoli di Emmaus               |          |
| Quinto de' Stampi (Rozzano)            | Ognissanti                   | Valleambrosia e Quinto de' Stampi |          |
| Cassino Scanasio (Rozzano)             | San Biagio                   | Discepoli di Emmaus               |          |
| Pontesesto (Rozzano)                   | Santi Chiara e Francesco     | Discepoli di Emmaus               |          |
| Valleambrosia (Rozzano)                | Santi Monica e Agostino      | Valleambrosia e Quinto de' Stampi |          |
| Milano 3 (Basiglio)                    | Gesù Salvatore               | Basiglio                          |          |
| Basiglio                               | Sant'Agata Vergine e Martire | Basiglio                          |          |
| Pieve Emanuele                         | Maria Immacolata             | L'Annunciazione                   |          |
| Pieve Emanuele                         | Sant'Alessandro              | L'Annunciazione                   |          |
| Fizzonasco (Pieve Emanuele)            | San Paolo                    | L'Annunciazione                   |          |
| Locate di Triulzi                      | San Vittore                  | -                                 |          |
| Opera                                  | Santi Pietro e Paolo         | San Giovanni Evangelista          |          |
| Noverasco (Opera)                      | San Benedetto                | San Giovanni Evangelista          |          |
| San Giacomo (Zibido San Giacomo)       | San Giacomo                  | Zibido San Giacomo                |          |
| San Pietro Cusico (Zibido San Giacomo) | Santi Pietro e Paolo         | Zibido San Giacomo                |          |
| Badile (Zibido San Giacomo)            | Natività di Maria            | Zibido San Giacomo                |          |
| Moirago (Zibido San Giacomo)           | Santi Vincenzo e Bernardo    | -                                 |          |

### Decanato di San Donato-Peschiera Borromeo
Decanato nato nel febbraio 2021 dalla fusione dei decanati "San Donato" e "Peschiera Borromeo". Tutti comuni sono compresi nella città metropolitana di Milano.
| Località                                | Parrocchia                       | Comunità pastorale                                           | Immagine |
| --------------------------------------- | -------------------------------- | ------------------------------------------------------------ | -------- |
| Borgolombardo (San Giuliano Milanese)   | Santi Pietro e Paolo             | San Paolo VI                                                 |          |
| Certosa (San Donato Milanese)           | Santa Maria Ausiliatrice         | Incarnazione, Santa Maria Ausiliatrice e Santa Maria Assunta |          |
| Civesio (San Giuliano Milanese)         | Sant'Ambrogio                    | San Paolo VI                                                 |          |
| Metanopoli (San Donato Milanese)        | Santa Barbara                    | San Donato, Santa Barbara e Sant'Enrico                      |          |
| Metanopoli (San Donato Milanese)        | Sant'Enrico                      | San Donato, Santa Barbara e Sant'Enrico                      |          |
| Poasco (San Donato Milanese)            | Santa Maria Assunta              | Incarnazione, Santa Maria Ausiliatrice e Santa Maria Assunta |          |
| San Donato Milanese                     | Incarnazione                     | Incarnazione, Santa Maria Ausiliatrice e Santa Maria Assunta |          |
| San Donato Milanese                     | San Donato                       | San Donato, Santa Barbara e Sant'Enrico                      |          |
| San Giuliano Milanese                   | Maria Ausiliatrice               | San Paolo VI                                                 |          |
| San Giuliano Milanese                   | San Carlo Borromeo               | San Paolo VI                                                 |          |
| San Giuliano Milanese                   | San Giuliano                     | San Paolo VI                                                 |          |
| Sesto Ulteriano (San Giuliano Milanese) | San Marziano                     | San Paolo VI                                                 |          |
| Zivido (San Giuliano Milanese)          | Santa Maria in Zivido            | San Paolo VI                                                 |          |
| Bettola (Peschiera Borromeo)            | Sacra Famiglia                   | San Carlo Borromeo                                           |          |
| Bustighera (Mediglia)                   | Santa Maria Assunta              | San Rocco                                                    |          |
| Mezzate (Peschiera Borromeo)            | Santi Pietro e Paolo             | San Carlo Borromeo                                           |          |
| Mombretto (Mediglia)                    | Beata Vergine del Rosario        | San Rocco                                                    |          |
| Pantigliate                             | Santa Margherita                 | San Rocco                                                    |          |
| Robbiano (Mediglia)                     | Madonna Aiuto dei Cristiani      | San Carlo Borromeo                                           |          |
| San Bovio (Peschiera Borromeo)          | San Bovio                        | San Carlo Borromeo                                           |          |
| San Martino Olearo (Mediglia)           | San Martino                      | San Rocco                                                    |          |
| Triginto (Mediglia)                     | Santo Stefano Protomartire       | San Rocco                                                    |          |
| Zeloforamagno (Peschiera Borromeo)      | Santi Martino e Riccardo Pampuri | San Carlo Borromeo                                           |          |

### Decanato di Treviglio
Il decanato di Treviglio segue il rito romano. Tutti comuni sono compresi nella provincia di Bergamo.
| Località             | Parrocchia                        | Comunità pastorale    | Immagine |
| -------------------- | --------------------------------- | --------------------- | -------- |
| Canonica d'Adda      | San Giovanni Evangelista          | San Giovanni XXIII    |          |
| Castel Rozzone       | San Bernardo                      | Madonna delle Lacrime |          |
| Fara Gera d'Adda     | Sant'Alessandro                   | San Giovanni XXIII    |          |
| Geromina (Treviglio) | Santo Nome di Maria               | Madonna delle Lacrime |          |
| Pontirolo Nuovo      | San Michele Arcangelo             | San Giovanni XXIII    |          |
| Treviglio            | Santa Maria Annunciata            | Madonna delle Lacrime |          |
| Treviglio            | San Martino e Santa Maria Assunta | Madonna delle Lacrime |          |
| Treviglio            | San Pietro Apostolo               | Madonna delle Lacrime |          |
| Treviglio            | San Zeno                          | Madonna delle Lacrime |          |

### Decanato di Trezzo sull'Adda
Parte del decanato di Trezzo sull'Adda segue il rito romano.
| Località                          | Parrocchia                      | Comunità pastorale          | Immagine |
| --------------------------------- | ------------------------------- | --------------------------- | -------- |
| Basiano                           | San Gregorio Magno              | Basiano e Masate            |          |
| Bettola (Pozzo d'Adda)            | Santissimo Redentore            | Pozzo d'Adda                |          |
| Busnago                           | San Giovanni Evangelista        | -                           |          |
| Colnago (Cornate d'Adda)          | Sant'Alessandro Martire         | Santa Maria della Rocchetta |          |
| Concesa (Trezzo sull'Adda)        | Santa Maria Assunta             | San Gaetano da Thiene       |          |
| Cornate d'Adda                    | San Giorgio Martire             | Santa Maria della Rocchetta |          |
| Grezzago                          | San Martino                     | Madonna del Rosario         |          |
| Groppello d'Adda (Cassano d'Adda) | San Bartolomeo                  | -                           |          |
| Masate                            | San Giovanni Evangelista        | Basiano e Masate            |          |
| Porto d'Adda (Cornate d'Adda)     | San Giuseppe                    | Santa Maria della Rocchetta |          |
| Pozzo d'Adda                      | Sant'Antonio Abate              | Pozzo d'Adda                |          |
| Roncello                          | Santi Ambrogio e Carlo          | -                           |          |
| Trezzano Rosa                     | San Gottardo                    | Madonna del Rosario         |          |
| Trezzo sull'Adda                  | Santi Martiri Gervaso e Protaso | San Gaetano da Thiene       |          |
| Vaprio d'Adda                     | San Nicolò Vescovo              | -                           |          |

## Zona pastorale VII di Sesto San Giovanni
La zona pastorale VII comprende 66 parrocchie ed è suddivisa in 6 decanati; segue il rito ambrosiano.
Dal 29 giugno 2018 il vicario episcopale della zona pastorale VII è don Antonio Novazzi.

### Decanato di Bresso
| Località                   | Parrocchia                     | Comunità pastorale           | Immagine |
| -------------------------- | ------------------------------ | ---------------------------- | -------- |
| Bresso                     | Madonna della Misericordia     | Madonna del Pilastrello      |          |
| Bresso                     | San Carlo                      | Madonna del Pilastrello      |          |
| Bresso                     | Santi Nazaro e Celso           | Madonna del Pilastrello      |          |
| Cormano                    | Santissimo Salvatore           | Visitazione di Maria Vergine |          |
| Brusuglio (Cormano)        | San Vincenzo Diacono e Martire | Visitazione di Maria Vergine |          |
| Molinazzo (Cormano)        | Sacro Cuore di Gesù            | Visitazione di Maria Vergine |          |
| Ospitaletto (Cormano)      | Buon Pastore                   | Visitazione di Maria Vergine |          |
| Cusano Milanino            | San Martino e l'Immacolata     | Madonna della Cintura        |          |
| Milanino (Cusano Milanino) | Regina Pacis                   | Madonna della Cintura        |          |

### Decanato di Cernusco sul Naviglio
| Località                                  | Parrocchia                | Comunità pastorale       | Immagine |
| ----------------------------------------- | ------------------------- | ------------------------ | -------- |
| Bussero                                   | Santi Nazaro e Celso      | -                        |          |
| Carugate                                  | Sant'Andrea Apostolo      | -                        |          |
| Cassina de' Pecchi                        | Santa Maria Ausiliatrice  | Maria Madre della Chiesa |          |
| Camporicco (Cassina de' Pecchi)           | Natività di Maria Vergine | Maria Madre della Chiesa |          |
| Sant'Agata Martesana (Cassina de' Pecchi) | Sant'Agata                | Maria Madre della Chiesa |          |
| Cernusco sul Naviglio                     | Madonna del Divin Pianto  | Famiglia di Nazaret      |          |
| Cernusco sul Naviglio                     | San Giuseppe Lavoratore   | Famiglia di Nazaret      |          |
| Cernusco sul Naviglio                     | Santa Maria Assunta       | Famiglia di Nazaret      |          |
| Pioltello                                 | Maria Regina              | Maria Madre delle genti  |          |
| Pioltello                                 | Sant'Andrea               | Maria Madre delle genti  |          |
| Limito (Pioltello)                        | San Giorgio Martire       | San Martino              |          |
| Seggiano (Pioltello)                      | Beata Vergine Assunta     | San Martino              |          |
| Segrate                                   | Santo Stefano             | Segrate                  |          |
| Lavanderie (Segrate)                      | Beata Vergine Immacolata  | Lavanderie e Redecesio   |          |
| Milano 2 (Segrate)                        | Dio Padre                 | -                        |          |
| Novegro (Segrate)                         | Sant'Alberto Magno        | Segrate                  |          |
| Redecesio (Segrate)                       | Madonna del Rosario       | Lavanderie e Redecesio   |          |
| Rovagnasco (Segrate)                      | Sant'Ambrogio ad Fontes   | -                        |          |
| San Felice (Segrate)                      | Santi Carlo e Anna        | Segrate                  |          |

### Decanato di Cinisello Balsamo
| Località                                      | Parrocchia     | Comunità pastorale       | Immagine |
| --------------------------------------------- | -------------- | ------------------------ | -------- |
| Cinisello (Cinisello Balsamo)                 | Sant'Ambrogio  | -                        |          |
| Crocetta (Cinisello Balsamo)                  | San Pietro     | -                        |          |
| Campo dei Fiori (Cinisello Balsamo)           | San Pio X      | -                        |          |
| Bellaria (Cinisello Balsamo)                  | Sacra Famiglia | -                        |          |
| Balsamo (Cinisello Balsamo)                   | San Martino    | -                        |          |
| Sant'Eusebio (Cinisello Balsamo)              | Sant'Eusebio   | Santi Eusebio e Giuseppe |          |
| Borgomisto - San Giuseppe (Cinisello Balsamo) | San Giuseppe   | Santi Eusebio e Giuseppe |          |

### Decanato di Cologno Monzese
| Località                                 | Parrocchia             | Comunità pastorale | Immagine |
| ---------------------------------------- | ---------------------- | ------------------ | -------- |
| Cologno Monzese                          | San Giuseppe           | Beato Carlo Acutis |          |
| Cologno Monzese                          | Santi Marco e Gregorio | Beato Carlo Acutis |          |
| Cologno Monzese                          | Santa Maria Annunciata | Beato Carlo Acutis |          |
| San Giuliano (Cologno Monzese)           | San Giuliano           | Beato Carlo Acutis |          |
| San Maurizio al Lambro (Cologno Monzese) | San Maurizio           | Beato Carlo Acutis |          |
| Vimodrone                                | San Remigio            | Santa Croce        |          |
| Vimodrone                                | Dio Trinità d'Amore    | Santa Croce        |          |

### Decanato di Paderno Dugnano
| Località                               | Parrocchia             | Comunità pastorale               | Immagine |
| -------------------------------------- | ---------------------- | -------------------------------- | -------- |
| Limbiate                               | San Giorgio            | Maria Regina del Rosario         |          |
| Limbiate                               | San Francesco          | Maria Regina del Rosario         |          |
| Mombello (Limbiate)                    | Sant'Antonio da Padova | Maria Regina del Rosario         |          |
| Pinzano (Limbiate)                     | Santi Cosma e Damiano  | Maria Regina del Rosario         |          |
| Villaggio dei Giovi (Limbiate)         | Sacro Cuore di Gesù    | Maria Regina del Rosario         |          |
| Paderno (Paderno Dugnano)              | Santa Maria Nascente   | San Giovanni Paolo II            |          |
| Villaggio Ambrosiano (Paderno Dugnano) | Sacra Famiglia         | San Giovanni Paolo II            |          |
| Dugnano (Paderno Dugnano)              | Santi Nazaro e Celso   | San Giovanni Paolo II            |          |
| Incirano (Paderno Dugnano)             | Santa Maria Assunta    | San Giovanni Paolo II            |          |
| Calderara (Paderno Dugnano)            | Maria Immacolata       | San Giovanni Paolo II            |          |
| Palazzolo Milanese (Paderno Dugnano)   | San Martino Vescovo    | Santi Ambrogio e Martino Vescovi |          |
| Cassina Amata (Paderno Dugnano)        | Sant'Ambrogio          | Santi Ambrogio e Martino Vescovi |          |
| Varedo                                 | Santi Pietro e Paolo   | Maria Regina degli Apostoli      |          |
| Valera (Varedo)                        | Maria Regina           | Maria Regina degli Apostoli      |          |

### Decanato di Sesto San Giovanni
| Località                               | Parrocchia                                       | Comunità pastorale                            | Immagine |
| -------------------------------------- | ------------------------------------------------ | --------------------------------------------- | -------- |
| Sesto San Giovanni                     | Resurrezione di Gesù                             | -                                             |          |
| Sesto San Giovanni                     | San Carlo Borromeo                               | -                                             |          |
| Sesto San Giovanni                     | San Giorgio                                      | -                                             |          |
| Sesto San Giovanni                     | San Giovanni Battista                            | -                                             |          |
| Sesto San Giovanni                     | San Giovanni Bosco                               | Santa Maria Ausiliatrice e San Giovanni Bosco |          |
| Sesto San Giovanni                     | Santa Maria Ausiliatrice                         | Santa Maria Ausiliatrice e San Giovanni Bosco |          |
| Sesto San Giovanni                     | Santo Stefano                                    | -                                             |          |
| Sesto San Giovanni                     | Santissimo Redentore e San Francesco             | -                                             |          |
| Sesto San Giovanni                     | San Giuseppe                                     | -                                             |          |
| Cassina de' Gatti (Sesto San Giovanni) | Santa Maria Nascente e Beato Giovanni Mazzucconi | -                                             |          |

## Parrocchie ospedaliere
| Località         | Parrocchia                          | Ospedale                                | Immagine |
| ---------------- | ----------------------------------- | --------------------------------------- | -------- |
| Milano           | Santa Maria Annunciata              | Policlinico di Milano                   |          |
| Milano - Segrate | San Raffaele                        | Ospedale San Raffaele                   |          |
| Monza            | San Gerardo dei Tintori in Ospedale | Ospedale San Gerardo                    |          |
| Varese           | San Giovanni Evangelista            | Ospedale di Circolo e Fondazione Macchi |          |

## Parrocchie personali
| Località | Parrocchia             | Fedeli                   | Immagine |
| -------- | ---------------------- | ------------------------ | -------- |
| Milano   | San Carlo              | Fedeli di lingua inglese |          |
| Milano   | Santo Stefano Maggiore | Migranti                 |          |